# IV liga polska w piłce nożnej (2012/2013)
IV liga 2012/2013 – 5. edycja rozgrywek piątego poziomu ligowego piłki nożnej mężczyzn w Polsce po reorganizacji lig w 2008. Rozgrywki toczone były w 20 grupach, z których dwa najlepsze zespoły (w przypadku 2 grup na terenie województwa tylko zwycięzcy grup) awansowały do III ligi, natomiast najsłabsze drużyny zostały relegowane do odpowiedniej terytorialnie klasy okręgowej.

## Zasady awansów i spadków
IV liga jest szczeblem regionalnym, pośrednim między rozgrywkami grupowymi (III liga) oraz okręgowymi (klasa okręgowa).
Najlepsze 2 drużyny z poszczególnych grup awansowały do III ligi (jeśli na terenie danego województwa była więcej niż 1 grupa IV ligi, awansował tylko mistrz), natomiast najsłabsze zespoły spadły na szczebel okręgowy. Liczba spadkowiczów wzrastała, jeśli do danej grupy IV ligi spadły drużyny z III ligi.

## Grupa I (dolnośląska)

### Drużyny
| Uczestnicy poprzedniej edycji                                                                                 | Uczestnicy poprzedniej edycji | Uczestnicy poprzedniej edycji | Uczestnicy poprzedniej edycji |
| --- | ----------------------------- | ----------------------------- | ----------------------------- |
| ŻMI | Piast Żmigród                 | 3                             |                               |
| SZC | Orkan Szczedrzykowice         | 4                             |                               |
| WIE | Sokół Wielka Lipa             | 5                             |                               |
| JEL | Karkonosze Jelenia Góra       | 6                             |                               |
| BOG | Granica Bogatynia             | 7                             |                               |
| KOB | GKS Kobierzyce                | 8                             |                               |
| ZGO | Nysa Zgorzelec                | 9                             |                               |
| ZAW | Piast Zawidów                 | 10                            |                               |
| ML2 | Miedź II Legnica              | 11                            |                               |
| STR | AKS Strzegom                  | 12                            |                               |
| Awans z klasy okręgowej 2011/2012                                                                             |                               |                               |                               |
| grupa Jelenia Góra                                                                                            |                               |                               |                               |
| LUB | Łużyce Lubań                  | 1                             |                               |
| KOW | Olimpia Kowary                | 2                             |                               |
| grupa Legnica                                                                                                 |                               |                               |                               |
| WĄS | Orla Wąsosz                   | 1                             |                               |
| grupa Wałbrzych                                                                                               |                               |                               |                               |
| KŁO | Nysa Kłodzko                  | 1                             |                               |
| PNR | Piast Nowa Ruda               | 2                             |                               |
| grupa Wrocław                                                                                                 |                               |                               |                               |
| POŚ | Pogoń Oleśnica                | 1                             |                               |
| Oznaczenia: - kolumna pierwsza – skróty nazw drużyn, - kolumna trzecia – miejsce zajęte w poprzednim sezonie. |                               |                               |                               |

### Tabela
| Lp. | Drużyna                 | M  | Z  | R | P  | Bramki | Bramki | Różn. | Pkt | Uwagi                       | Bezpośrednio |
| --- | ----------------------- | -- | -- | - | -- | ------ | ------ | ----- | --- | --------------------------- | ------------ |
| 1   | Piast Żmigród (M) (A)   | 30 | 21 | 4 | 5  | 64     | 22     | +42   | 67  | Awans do III ligi           |              |
| 2   | GKS Kobierzyce (A)      | 30 | 20 | 4 | 6  | 64     | 37     | +27   | 64  | Awans do III ligi           |              |
| 3   | Olimpia Kowary          | 30 | 19 | 4 | 7  | 63     | 32     | +31   | 61  |                             |              |
| 4   | AKS Strzegom            | 30 | 17 | 5 | 8  | 78     | 47     | +31   | 56  |                             |              |
| 5   | Karkonosze Jelenia Góra | 30 | 15 | 4 | 11 | 49     | 54     | −5    | 49  |                             |              |
| 6   | Sokół Wielka Lipa       | 30 | 14 | 4 | 12 | 43     | 47     | −4    | 46  |                             |              |
| 7   | Granica Bogatynia       | 30 | 12 | 7 | 11 | 52     | 44     | +8    | 43  |                             |              |
| 8   | Piast Zawidów           | 30 | 12 | 6 | 12 | 48     | 45     | +3    | 42  | ZAW – POŚ 2:0 POŚ – ZAW 2:1 |              |
| 9   | Pogoń Oleśnica          | 30 | 12 | 6 | 12 | 49     | 51     | −2    | 42  | ZAW – POŚ 2:0 POŚ – ZAW 2:1 |              |
| 10  | Orkan Szczedrzykowice   | 30 | 12 | 5 | 13 | 56     | 56     | 0     | 41  |                             |              |
| 11  | Miedź II Legnica        | 30 | 12 | 4 | 14 | 65     | 45     | +20   | 40  |                             |              |
| 12  | Orla Wąsosz             | 30 | 10 | 9 | 11 | 35     | 42     | −7    | 39  |                             |              |
| 13  | Piast Nowa Ruda (S)     | 30 | 8  | 7 | 15 | 44     | 54     | −10   | 31  | Spadek do klasy okręgowej   |              |
| 14  | Łużyce Lubań (S)        | 30 | 6  | 5 | 19 | 46     | 89     | −43   | 23  | Spadek do klasy okręgowej   |              |
| 15  | Nysa Kłodzko (S)        | 30 | 4  | 5 | 21 | 27     | 73     | −46   | 17  | Spadek do klasy okręgowej   |              |
| 16  | Nysa Zgorzelec (S)      | 30 | 4  | 3 | 23 | 27     | 78     | −51   | 15  | Spadek do klasy okręgowej   |              |

## Grupa II (kujawsko-pomorska)

### Drużyny
| Uczestnicy poprzedniej edycji                                                                                 | Uczestnicy poprzedniej edycji | Uczestnicy poprzedniej edycji | Uczestnicy poprzedniej edycji |
| --- | ----------------------------- | ----------------------------- | ----------------------------- |
| FZŁ | Flisak Złotoria               | 3                             |                               |
| WŁK | Włocłavia Włocławek           | 4                             |                               |
| STW | Start Warlubie                | 5                             |                               |
| OSI | Grom Osie                     | 6                             |                               |
| PTO | Pomorzanin Toruń              | 7                             |                               |
| KRU | Gopło Kruszwica               | 8                             |                               |
| SZU | Szubinianka Szubin            | 9                             |                               |
| NŁA | Noteć Łabiszyn                | 10                            |                               |
| SKR | Krajna Sępólno Krajeńskie     | 11                            |                               |
| UGN | Unia Gniewkowo                | 12                            |                               |
| Spadek z III ligi 2011/2012                                                                                   |                               |                               |                               |
| grupa II |                               |                               |                               |
| UNI | Unia Janikowo                 | 131                           |                               |
| SPB | Sparta Brodnica               | 14                            |                               |
| Awans z klasy okręgowej 2011/2012                                                                             |                               |                               |                               |
| grupa kujawsko-pomorska I                                                                                     |                               |                               |                               |
| PBD | Polonia Bydgoszcz             | 1                             |                               |
| ZB2 | Zawisza II Bydgoszcz          | 2                             |                               |
| grupa kujawsko-pomorska II                                                                                    |                               |                               |                               |
| IKU | Kujawianka Izbica Kujawska    | 1                             |                               |
| LIP | Mień Lipno                    | 2                             |                               |
| Oznaczenia: - kolumna pierwsza – skróty nazw drużyn, - kolumna trzecia – miejsce zajęte w poprzednim sezonie. |                               |                               |                               |

Objaśnienia:
1. Unia Janikowo wycofała się po 18. kolejce.

### Tabela
| Lp. | Drużyna                     | M  | Z  | R | P  | Bramki | Bramki | Różn. | Pkt | Uwagi                       | Bezpośrednio |
| --- | --------------------------- | -- | -- | - | -- | ------ | ------ | ----- | --- | --------------------------- | ------------ |
| 1   | Włocłavia Włocławek (M) (A) | 30 | 22 | 3 | 5  | 77     | 31     | +46   | 69  | Awans do III ligi           |              |
| 2   | Start Warlubie (A)          | 30 | 21 | 5 | 4  | 88     | 32     | +56   | 68  | Awans do III ligi           |              |
| 3   | Grom Osie                   | 30 | 16 | 6 | 8  | 48     | 28     | +20   | 54  |                             |              |
| 4   | Sparta Brodnica             | 30 | 15 | 8 | 7  | 50     | 40     | +10   | 53  |                             |              |
| 5   | Polonia Bydgoszcz           | 30 | 14 | 9 | 7  | 63     | 49     | +14   | 51  | PBD – IKU 2:2 IKU – PBD 4:4 |              |
| 6   | Kujawianka Izbica Kujawska  | 30 | 16 | 3 | 11 | 66     | 52     | +14   | 51  | PBD – IKU 2:2 IKU – PBD 4:4 |              |
| 7   | Gopło Kruszwica             | 30 | 15 | 3 | 12 | 62     | 53     | +9    | 48  |                             |              |
| 8   | Szubinianka Szubin          | 30 | 13 | 6 | 11 | 68     | 58     | +10   | 45  |                             |              |
| 9   | Flisak Złotoria             | 30 | 13 | 4 | 13 | 51     | 47     | +4    | 43  |                             |              |
| 10  | Krajna Sępólno Krajeńskie   | 30 | 12 | 5 | 13 | 63     | 62     | +1    | 41  |                             |              |
| 11  | Zawisza II Bydgoszcz        | 30 | 11 | 6 | 13 | 53     | 48     | +5    | 39  | ZB2 – PTO 8:0 PTO – ZB2 2:1 |              |
| 12  | Pomorzanin Toruń            | 30 | 11 | 6 | 13 | 55     | 74     | −19   | 39  | ZB2 – PTO 8:0 PTO – ZB2 2:1 |              |
| 13  | Mień Lipno                  | 30 | 8  | 3 | 19 | 39     | 69     | −30   | 27  |                             |              |
| 14  | Noteć Łabiszyn (S)          | 30 | 7  | 3 | 20 | 40     | 68     | −28   | 24  | Spadek do klasy okręgowej   |              |
| 15  | Unia Gniewkowo (S)          | 30 | 4  | 4 | 22 | 36     | 101    | −65   | 16  | Spadek do klasy okręgowej   |              |
| 16  | Unia Janikowo1,2            | 30 | 3  | 4 | 23 | 22     | 69     | −47   | 3   | Drużyna wycofana            |              |

## Grupa III (lubelska)

### Drużyny
| Uczestnicy poprzedniej edycji                                                                                 | Uczestnicy poprzedniej edycji | Uczestnicy poprzedniej edycji | Uczestnicy poprzedniej edycji |
| --- | ----------------------------- | ----------------------------- | ----------------------------- |
| BO2 | Bogdanka II Łęczna            | 3                             |                               |
| STZ | Omega Stary Zamość            | 4                             |                               |
| LLU | Lewart Lubartów               | 5                             |                               |
| REF | Sparta Rejowiec Fabryczny     | 6                             |                               |
| JAL | Janowianka Janów Lubelski     | 7                             |                               |
| RYK | Ruch Ryki                     | 8                             |                               |
| WŁO | Włodawianka Włodawa           | 9                             |                               |
| NIE | Orion Niedrzwica Duża         | 10                            |                               |
| PB2 | Podlasie II Biała Podlaska    | 11                            |                               |
| RSZ | Roztocze Szczebrzeszyn        | 12                            |                               |
| HTY | Huczwa Tyszowce               | 13                            |                               |
| STA | Stal Poniatowa                | 141                           |                               |
| Awans z klasy okręgowej 2011/2012                                                                             |                               |                               |                               |
| grupa Biała Podlaska                                                                                          |                               |                               |                               |
| LPI | Lutnia Piszczac               | 1                             |                               |
| grupa Chełm                                                                                                   |                               |                               |                               |
| ŻMU | Victoria Żmudź                | 1                             |                               |
| grupa Lublin                                                                                                  |                               |                               |                               |
| OLU | Opolanin Opole Lubelskie      | 1                             |                               |
| grupa Zamość                                                                                                  |                               |                               |                               |
| HET | Hetman Zamość                 | 2                             |                               |
| Oznaczenia: - kolumna pierwsza – skróty nazw drużyn, - kolumna trzecia – miejsce zajęte w poprzednim sezonie. |                               |                               |                               |

Objaśnienia:
1. Ze względu na utrzymanie Chełmianki Chełm w III lidze, relegacji uniknęła Stal Poniatowa.

### Tabela
| Lp. | Drużyna                     | M  | Z  | R  | P  | Bramki | Bramki | Różn. | Pkt | Uwagi                                                          | Bezpośrednio                                                   |
| --- | --------------------------- | -- | -- | -- | -- | ------ | ------ | ----- | --- | -------------------------------------------------------------- | -------------------------------------------------------------- |
| 1   | Hetman Zamość (M) (A)       | 30 | 25 | 4  | 1  | 80     | 16     | +64   | 79  | Awans do III ligi                                              |                                                                |
| 2   | Bogdanka II Łęczna2         | 30 | 17 | 6  | 7  | 63     | 35     | +28   | 57  |                                                                |                                                                |
| 3   | Omega Stary Zamość2 (A)     | 30 | 14 | 7  | 9  | 40     | 23     | +17   | 49  | Awans do III ligi                                              |                                                                |
| 4   | Victoria Żmudź              | 30 | 13 | 4  | 13 | 53     | 36     | +17   | 43  |                                                                | ŻMU: 9 pkt, różn. +2 JAL: 6 pkt, różn. +3 LLU: 3 pkt, różn. -5 |
| 5   | Janowianka Janów Lubelski   | 30 | 13 | 4  | 13 | 46     | 34     | +12   | 43  |                                                                | ŻMU: 9 pkt, różn. +2 JAL: 6 pkt, różn. +3 LLU: 3 pkt, różn. -5 |
| 6   | Lewart Lubartów             | 30 | 13 | 4  | 13 | 41     | 37     | +4    | 43  |                                                                | ŻMU: 9 pkt, różn. +2 JAL: 6 pkt, różn. +3 LLU: 3 pkt, różn. -5 |
| 7   | Stal Poniatowa              | 30 | 12 | 5  | 13 | 43     | 59     | −16   | 41  |                                                                |                                                                |
| 8   | Ruch Ryki                   | 30 | 12 | 4  | 14 | 48     | 50     | −2    | 40  | RYK: 7 pkt, różn. -1 REF: 6 pkt, różn. +2 NIE: 1 pkt, różn. -1 |                                                                |
| 9   | Sparta Rejowiec Fabryczny   | 30 | 10 | 10 | 10 | 27     | 29     | −2    | 40  | RYK: 7 pkt, różn. -1 REF: 6 pkt, różn. +2 NIE: 1 pkt, różn. -1 |                                                                |
| 10  | Orion Niedrzwica Duża       | 30 | 12 | 4  | 14 | 43     | 51     | −8    | 40  | RYK: 7 pkt, różn. -1 REF: 6 pkt, różn. +2 NIE: 1 pkt, różn. -1 |                                                                |
| 11  | Opolanin Opole Lubelskie    | 30 | 8  | 15 | 7  | 42     | 43     | −1    | 39  | OLU – HTY 2:2 HTY – OLU 0:1                                    |                                                                |
| 12  | Huczwa Tyszowce1 (S)        | 30 | 12 | 3  | 15 | 50     | 54     | −4    | 39  | OLU – HTY 2:2 HTY – OLU 0:1                                    | Spadek do klasy okręgowej                                      |
| 13  | Roztocze Szczebrzeszyn1     | 30 | 10 | 4  | 16 | 45     | 59     | −14   | 34  |                                                                |                                                                |
| 14  | Podlasie II Biała Podlaska1 | 30 | 10 | 2  | 18 | 37     | 58     | −21   | 32  | Drużyna wycofana                                               |                                                                |
| 15  | Lutnia Piszczac1            | 30 | 7  | 9  | 14 | 29     | 51     | −22   | 30  |                                                                |                                                                |
| 16  | Włodawianka Włodawa (S)     | 30 | 8  | 3  | 19 | 39     | 71     | −32   | 27  | Spadek do klasy okręgowej                                      |                                                                |

## Grupa IV (lubuska)

### Drużyny
| Uczestnicy poprzedniej edycji                                                                                 | Uczestnicy poprzedniej edycji | Uczestnicy poprzedniej edycji | Uczestnicy poprzedniej edycji |
| --- | ----------------------------- | ----------------------------- | ----------------------------- |
| VIT | Vitrosilicon-Intra Iłowa      | 3                             |                               |
| PSŁ | Polonia Słubice               | 4                             |                               |
| SGW | KS Stilon Gorzów Wielkopolski | 5                             |                               |
| OŚN | Spójnia Ośno Lubuskie         | 6                             |                               |
| CWI | Czarni Witnica                | 7                             |                               |
| BLU | Błękitni Lubno                | 8                             |                               |
| DPR | Dąb Przybyszów                | 10                            |                               |
| TKO | Tęcza Krosno Odrzańskie       | 11                            |                               |
| ŁSK | Łucznik Strzelce Krajeńskie   | 12                            |                               |
| BOD | Odra Bytom Odrzański          | 13                            |                               |
| KKO | Korona Kożuchów               | 141                           |                               |
| Spadek z III ligi 2011/2012                                                                                   |                               |                               |                               |
| grupa III |                               |                               |                               |
| ANS | Arka Nowa Sól                 | 14                            |                               |
| Awans z klasy okręgowej 2011/2012                                                                             |                               |                               |                               |
| grupa Gorzów Wielkopolski                                                                                     |                               |                               |                               |
| DRE | Lubuszanin Drezdenko          | 1                             |                               |
| grupa Zielona Góra                                                                                            |                               |                               |                               |
| MOS | Formacja Port 2000 Mostki     | 1                             |                               |
| CZE | Piast Czerwieńsk              | 2                             |                               |
| ŁĘK | ŁKS Łęknica                   | 3                             |                               |
| Oznaczenia: - kolumna pierwsza – skróty nazw drużyn, - kolumna trzecia – miejsce zajęte w poprzednim sezonie. |                               |                               |                               |

Objaśnienia:
1. Korona Kożuchów utrzymała się w IV lidze dzięki wycofaniu się Sparty Grabik po poprzednim sezonie.

### Tabela
| Lp. | Drużyna                               | M  | Z  | R | P  | Bramki | Bramki | Różn. | Pkt | Uwagi                       | Bezpośrednio |
| --- | ------------------------------------- | -- | -- | - | -- | ------ | ------ | ----- | --- | --------------------------- | ------------ |
| 1   | KS Stilon Gorzów Wielkopolski (M) (A) | 30 | 27 | 3 | 0  | 104    | 19     | +85   | 84  | Awans do III ligi           |              |
| 2   | Formacja Port 2000 Mostki (A)         | 30 | 23 | 4 | 3  | 99     | 23     | +76   | 73  | Awans do III ligi           |              |
| 3   | Błękitni Lubno1                       | 30 | 15 | 5 | 10 | 39     | 40     | −1    | 50  | Drużyna wycofana            |              |
| 4   | Czarni Witnica                        | 30 | 14 | 6 | 10 | 56     | 45     | +11   | 48  |                             |              |
| 5   | ŁKS Łęknica                           | 30 | 12 | 8 | 10 | 52     | 42     | +10   | 44  |                             |              |
| 6   | Odra Bytom Odrzański                  | 30 | 12 | 7 | 11 | 63     | 48     | +15   | 43  |                             |              |
| 7   | Dąb Przybyszów                        | 30 | 12 | 6 | 12 | 54     | 56     | −2    | 42  | DPR – ŁSK 2:1 ŁSK – DPR 1:1 |              |
| 8   | Łucznik Strzelce Krajeńskie           | 31 | 13 | 4 | 14 | 46     | 55     | −9    | 43  | DPR – ŁSK 2:1 ŁSK – DPR 1:1 |              |
| 9   | Spójnia Ośno Lubuskie                 | 30 | 13 | 2 | 15 | 49     | 45     | +4    | 41  | OŚN – CZE 3:0 CZE – OŚN 1:2 |              |
| 10  | Piast Czerwieńsk                      | 30 | 12 | 5 | 13 | 47     | 57     | −10   | 41  | OŚN – CZE 3:0 CZE – OŚN 1:2 |              |
| 11  | Arka Nowa Sól                         | 30 | 12 | 4 | 14 | 34     | 45     | −11   | 40  |                             |              |
| 12  | Lubuszanin Drezdenko                  | 30 | 10 | 6 | 14 | 34     | 66     | −32   | 36  |                             |              |
| 13  | Vitrosilicon-Intra Iłowa1             | 30 | 10 | 5 | 15 | 35     | 44     | −9    | 35  |                             |              |
| 14  | Korona Kożuchów1                      | 30 | 9  | 3 | 18 | 38     | 66     | −28   | 30  |                             |              |
| 15  | Polonia Słubice (S)                   | 30 | 6  | 3 | 21 | 36     | 80     | −44   | 21  | Spadek do klasy okręgowej   |              |
| 16  | Tęcza Krosno Odrzańskie (S)           | 30 | 3  | 4 | 23 | 29     | 94     | −65   | 13  | Spadek do klasy okręgowej   |              |

## Grupa V (łódzka)

### Drużyny
| Uczestnicy poprzedniej edycji                                                                                 | Uczestnicy poprzedniej edycji  | Uczestnicy poprzedniej edycji | Uczestnicy poprzedniej edycji |
| --- | ------------------------------ | ----------------------------- | ----------------------------- |
| PAR | KS Paradyż                     | 3                             |                               |
| WDZ | Warta Działoszyn               | 4                             |                               |
| PIL | Pilica Przedbórz               | 6                             |                               |
| STR | Zjednoczeni Stryków            | 7                             |                               |
| KWI | LKS Kwiatkowice                | 8                             |                               |
| PAJ | Zawisza Pajęczno               | 9                             |                               |
| CON | Concordia Piotrków Trybunalski | 10                            |                               |
| SZS | Sorento Zadębie Skierniewice   | 113                           |                               |
| MOS | Włókniarz Moszczenica          | 13                            |                               |
| BZG | Boruta Zgierz                  | 14                            |                               |
| PAB | Włókniarz Pabianice            | 151                           |                               |
| ZGI | Włókniarz Zgierz               | 161                           |                               |
| PEZ | Pogoń-Ekolog Zduńska Wola      | 172                           |                               |
| Awans z klasy okręgowej 2011/2012                                                                             |                                |                               |                               |
| grupa Łódź |                                |                               |                               |
| GŁĘ | Górnik Łęczyca                 | 1                             |                               |
| grupa Piotrków Trybunalski                                                                                    |                                |                               |                               |
| MEC | Mechanik Radomsko              | 1                             |                               |
| grupa Sieradz                                                                                                 |                                |                               |                               |
| WAR | Jutrzenka Warta                | 1                             |                               |
| grupa Skierniewice                                                                                            |                                |                               |                               |
| OCI | Orlęta Cielądz                 | 1                             |                               |
| MRM | Mazovia Rawa Mazowiecka        | 32                            |                               |
| Oznaczenia: - kolumna pierwsza – skróty nazw drużyn, - kolumna trzecia – miejsce zajęte w poprzednim sezonie. |                                |                               |                               |

Objaśnienia:
1. Woy Bukowiec Opoczyński i UKS SMS Łódź wycofały się po zakończeniu rozgrywek, w związku z czym dodatkowo utrzymały się Włókniarz Pabianice i Włókniarz Zgierz.
2. W związku z dodatkowym utrzymaniem w III lidze Włókniarza Zelów i Warty Sieradz dodatkowo utrzymała się Pogoń-Ekolog Zduńska Wola, a o drugie zwolnione miejsce rozegrane zostały baraże uzupełniające, które wygrała Mazovia Rawa Mazowiecka.
3. Sorento Zadębie Skierniewice wycofało się po rundzie jesiennej.

### Tabela
| Lp. | Drużyna                        | M  | Z  | R  | P  | Bramki | Bramki | Różn. | Pkt | Uwagi                       | Bezpośrednio                |
| --- | ------------------------------ | -- | -- | -- | -- | ------ | ------ | ----- | --- | --------------------------- | --------------------------- |
| 1   | KS Paradyż2 (M)                | 34 | 23 | 8  | 3  | 92     | 32     | +60   | 77  |                             |                             |
| 2   | LKS Kwiatkowice2,3 (S)         | 34 | 23 | 3  | 8  | 76     | 37     | +39   | 72  | Spadek do klasy A           |                             |
| 3   | Mechanik Radomsko2 (A)         | 34 | 21 | 8  | 5  | 76     | 30     | +46   | 71  | Awans do III ligi           |                             |
| 4   | Warta Działoszyn               | 34 | 21 | 7  | 6  | 77     | 40     | +37   | 70  |                             |                             |
| 5   | Zjednoczeni Stryków            | 34 | 20 | 2  | 12 | 68     | 37     | +31   | 62  |                             |                             |
| 6   | Mazovia Rawa Mazowiecka        | 34 | 16 | 7  | 11 | 53     | 42     | +11   | 55  |                             |                             |
| 7   | Pilica Przedbórz               | 34 | 15 | 8  | 11 | 56     | 45     | +11   | 53  |                             |                             |
| 8   | Concordia Piotrków Trybunalski | 34 | 15 | 7  | 12 | 60     | 42     | +18   | 52  | CON – PAJ 1:1 PAJ – CON 0:1 |                             |
| 9   | Zawisza Pajęczno               | 34 | 16 | 4  | 14 | 61     | 54     | +7    | 52  | CON – PAJ 1:1 PAJ – CON 0:1 |                             |
| 10  | Włókniarz Moszczenica          | 34 | 11 | 11 | 12 | 57     | 57     | 0     | 44  |                             |                             |
| 11  | Jutrzenka Warta                | 34 | 12 | 6  | 16 | 54     | 62     | −8    | 42  |                             |                             |
| 12  | Boruta Zgierz                  | 34 | 11 | 6  | 17 | 52     | 67     | −15   | 39  |                             |                             |
| 13  | Włókniarz Pabianice3 (S)       | 34 | 11 | 4  | 19 | 52     | 78     | −26   | 37  | Spadek do klasy A           | PAB – PEZ 2:2 PEZ – PAB 1:3 |
| 14  | Pogoń-Ekolog Zduńska Wola3     | 34 | 10 | 7  | 17 | 48     | 69     | −21   | 37  |                             | PAB – PEZ 2:2 PEZ – PAB 1:3 |
| 15  | Górnik Łęczyca (S)             | 34 | 10 | 3  | 21 | 46     | 84     | −38   | 33  | Spadek do klasy okręgowej   |                             |
| 16  | Orlęta Cielądz (S)             | 34 | 5  | 8  | 21 | 39     | 92     | −53   | 23  | Spadek do klasy okręgowej   |                             |
| 17  | Włókniarz Zgierz (S)           | 34 | 5  | 5  | 24 | 46     | 100    | −54   | 20  | Spadek do klasy okręgowej   |                             |
| 18  | Sorento Zadębie Skierniewice1  | 34 | 8  | 2  | 24 | 27     | 72     | −45   | 26  | Drużyna wycofana            |                             |

## Grupa VI (małopolska wschód)

### Drużyny
| Uczestnicy poprzedniej edycji                                                                                 | Uczestnicy poprzedniej edycji | Uczestnicy poprzedniej edycji | Uczestnicy poprzedniej edycji |
| --- | ----------------------------- | ----------------------------- | ----------------------------- |
| TUC | Tuchovia Tuchów               | 2                             |                               |
| WWR | Wolania Wola Rzędzińska       | 3                             |                               |
| TYM | KS Tymbark                    | 4                             |                               |
| SNS2 | Sandecja II Nowy Sącz         | 5                             |                               |
| SKW | Skalnik Kamionka Wielka       | 6                             |                               |
| BTA | Watra Białka Tatrzańska       | 7                             |                               |
| KNJ | KS Nowa Jastrząbka-Żukowice   | 8                             |                               |
| HEL | Helena Nowy Sącz              | 9                             |                               |
| RYL | Rylovia Rylowa                | 10                            |                               |
| OSZ | Orkan Szczyrzyc               | 11                            |                               |
| GRY | Grybovia Grybów               | 12                            |                               |
| BAR | Barciczanka Barcice           | 13                            |                               |
| Awans z klasy okręgowej 2011/2012                                                                             |                               |                               |                               |
| grupa Nowy Sącz                                                                                               |                               |                               |                               |
| ZAK | KS Zakopane                   | 1                             |                               |
| POP | Poroniec Poronin              | 2                             |                               |
| grupa Tarnów                                                                                                  |                               |                               |                               |
| JAD | Jadowniczanka Jadowniki       | 1                             |                               |
| WOJ | Olimpia Wojnicz               | 2                             |                               |
| Oznaczenia: - kolumna pierwsza – skróty nazw drużyn, - kolumna trzecia – miejsce zajęte w poprzednim sezonie. |                               |                               |                               |

### Tabela
| Lp. | Drużyna                     | M  | Z  | R  | P  | Bramki | Bramki | Różn. | Pkt | Uwagi                       | Bezpośrednio |
| --- | --------------------------- | -- | -- | -- | -- | ------ | ------ | ----- | --- | --------------------------- | ------------ |
| 1   | Poroniec Poronin (M) (A)    | 30 | 24 | 3  | 3  | 102    | 29     | +73   | 75  | Awans do III ligi           |              |
| 2   | Skalnik Kamionka Wielka     | 30 | 15 | 7  | 8  | 61     | 45     | +16   | 52  |                             |              |
| 3   | KS Tymbark                  | 30 | 16 | 3  | 11 | 48     | 34     | +14   | 51  |                             |              |
| 4   | Wolania Wola Rzędzińska     | 30 | 14 | 6  | 10 | 75     | 45     | +30   | 48  | WWR – JAD 6:0 JAD – WWR 2:0 |              |
| 5   | Jadowniczanka Jadowniki     | 30 | 14 | 6  | 10 | 49     | 38     | +11   | 48  | WWR – JAD 6:0 JAD – WWR 2:0 |              |
| 6   | Sandecja II Nowy Sącz       | 30 | 14 | 4  | 12 | 52     | 42     | +10   | 46  |                             |              |
| 7   | KS Zakopane                 | 30 | 13 | 6  | 11 | 53     | 59     | −6    | 45  |                             |              |
| 8   | Tuchovia Tuchów             | 30 | 11 | 11 | 8  | 37     | 33     | +4    | 44  |                             |              |
| 9   | Rylovia Rylowa              | 30 | 12 | 7  | 11 | 41     | 44     | −3    | 43  |                             |              |
| 10  | Barciczanka Barcice         | 30 | 13 | 3  | 14 | 48     | 40     | +8    | 42  | BAR – KNJ 3:0 KNJ – BAR 3:2 |              |
| 11  | KS Nowa Jastrząbka-Żukowice | 30 | 11 | 9  | 10 | 52     | 47     | +5    | 42  | BAR – KNJ 3:0 KNJ – BAR 3:2 |              |
| 12  | Watra Białka Tatrzańska     | 30 | 12 | 4  | 14 | 49     | 53     | −4    | 40  |                             |              |
| 13  | Orkan Szczyrzyc (S)         | 30 | 10 | 5  | 15 | 42     | 50     | −8    | 35  | Spadek do klasy okręgowej   |              |
| 14  | Olimpia Wojnicz (S)         | 30 | 8  | 7  | 15 | 33     | 54     | −21   | 31  | Spadek do klasy okręgowej   |              |
| 15  | Helena Nowy Sącz (S)        | 30 | 7  | 3  | 20 | 31     | 76     | −45   | 24  | Spadek do klasy okręgowej   |              |
| 16  | Grybovia Grybów (S)         | 30 | 3  | 2  | 25 | 24     | 108    | −84   | 11  | Spadek do klasy okręgowej   |              |

## Grupa VII (małopolska zachód)

### Drużyny
| Uczestnicy poprzedniej edycji                                                                                 | Uczestnicy poprzedniej edycji | Uczestnicy poprzedniej edycji | Uczestnicy poprzedniej edycji |
| --- | ----------------------------- | ----------------------------- | ----------------------------- |
| BAL | Orzeł Balin                   | 2                             |                               |
| HMP | Halniak Maków Podhalański     | 3                             |                               |
| KBO | KS Borek                      | 4                             |                               |
| SIE | Karpaty Siepraw               | 5                             |                               |
| TRS | MKS Trzebinia-Siersza         | 6                             |                               |
| KLD | Iskra Klecza Dolna            | 7                             |                               |
| NNW | Niwa Nowa Wieś                | 8                             |                               |
| PRE | Przeciszovia Przeciszów       | 9                             |                               |
| OPW | Orzeł Piaski Wielkie          | 10                            |                               |
| SPR | Sokół Przytkowice             | 11                            |                               |
| ZEM | Garbarz Zembrzyce             | 12                            |                               |
| Spadek z III ligi 2011/2012                                                                                   |                               |                               |                               |
| grupa VII |                               |                               |                               |
| GÓR | Górnik Wieliczka              | 15                            |                               |
| Awans z klasy okręgowej 2011/2012                                                                             |                               |                               |                               |
| grupa Kraków I                                                                                                |                               |                               |                               |
| ŚKR | Świt Krzeszowice              | 1                             |                               |
| GIE | Jutrzenka Giebułtów           | 2                             |                               |
| grupa Kraków II                                                                                               |                               |                               |                               |
| CST | Czarni Staniątki              | 1                             |                               |
| grupa Wadowice                                                                                                |                               |                               |                               |
| SOŁ | Soła Oświęcim                 | 1                             |                               |
| Oznaczenia: - kolumna pierwsza – skróty nazw drużyn, - kolumna trzecia – miejsce zajęte w poprzednim sezonie. |                               |                               |                               |

| CR2 | Cracovia II | -1 |
| Oznaczenia: - kolumna pierwsza – skróty nazw drużyn, - kolumna trzecia – miejsce zajęte w poprzednim sezonie. |             |    |

Objaśnienia:
1. Cracovia II została dokooptowana do rozgrywek w związku ze spadkiem pierwszego zespołu z Ekstraklasy i rozwiązaniem zespołu występującego w Młodej Ekstraklasie[1].
2. Jutrzenka Giebułtów wygrała baraże o grę w IV lidze.

### Tabela
| Lp. | Drużyna                     | M  | Z  | R  | P  | Bramki | Bramki | Różn. | Pkt | Uwagi                                                          | Bezpośrednio |
| --- | --------------------------- | -- | -- | -- | -- | ------ | ------ | ----- | --- | -------------------------------------------------------------- | ------------ |
| 1   | Soła Oświęcim (M) (A)       | 32 | 23 | 3  | 6  | 72     | 29     | +43   | 72  | Awans do III ligi                                              |              |
| 2   | Karpaty Siepraw             | 32 | 19 | 6  | 7  | 62     | 38     | +24   | 63  |                                                                |              |
| 3   | Orzeł Piaski Wielkie        | 32 | 14 | 9  | 9  | 49     | 45     | +4    | 51  | OPW: 9 pkt, różn. +3 TRS: 4 pkt, różn. -1 ŚKR: 4 pkt, różn. -2 |              |
| 4   | MKS Trzebinia-Siersza       | 32 | 14 | 9  | 9  | 50     | 40     | +10   | 51  | OPW: 9 pkt, różn. +3 TRS: 4 pkt, różn. -1 ŚKR: 4 pkt, różn. -2 |              |
| 5   | Świt Krzeszowice            | 32 | 15 | 6  | 11 | 43     | 34     | +9    | 51  | OPW: 9 pkt, różn. +3 TRS: 4 pkt, różn. -1 ŚKR: 4 pkt, różn. -2 |              |
| 6   | Jutrzenka Giebułtów         | 32 | 12 | 12 | 8  | 40     | 29     | +11   | 48  |                                                                |              |
| 7   | Iskra Klecza Dolna          | 32 | 13 | 7  | 12 | 45     | 49     | −4    | 46  | KLD: 7 pkt, różn. +1 NNW: 6 pkt, różn. 0 HMP: 4 pkt, różn. -1  |              |
| 8   | Niwa Nowa Wieś              | 32 | 13 | 7  | 12 | 52     | 42     | +10   | 46  | KLD: 7 pkt, różn. +1 NNW: 6 pkt, różn. 0 HMP: 4 pkt, różn. -1  |              |
| 9   | Halniak Maków Podhalański   | 32 | 12 | 10 | 10 | 46     | 29     | +17   | 46  | KLD: 7 pkt, różn. +1 NNW: 6 pkt, różn. 0 HMP: 4 pkt, różn. -1  |              |
| 10  | Cracovia II                 | 32 | 12 | 6  | 14 | 58     | 49     | +9    | 42  |                                                                |              |
| 11  | Sokół Przytkowice           | 32 | 10 | 9  | 13 | 36     | 47     | −11   | 39  | SPR – GÓR 2:0 GÓR – SPR 0:0                                    |              |
| 12  | Górnik Wieliczka            | 32 | 10 | 9  | 13 | 46     | 47     | −1    | 39  | SPR – GÓR 2:0 GÓR – SPR 0:0                                    |              |
| 13  | KS Borek                    | 32 | 9  | 8  | 15 | 34     | 45     | −11   | 35  |                                                                |              |
| 14  | Garbarz Zembrzyce           | 32 | 7  | 11 | 14 | 42     | 58     | −16   | 32  |                                                                |              |
| 15  | Czarni Staniątki (S)        | 32 | 8  | 7  | 17 | 25     | 45     | −20   | 31  | Spadek do klasy okręgowej                                      |              |
| 16  | Orzeł Balin (S)             | 32 | 8  | 5  | 19 | 29     | 61     | −32   | 29  | Spadek do klasy okręgowej                                      |              |
| 17  | Przeciszovia Przeciszów (S) | 32 | 6  | 10 | 16 | 26     | 68     | −42   | 28  | Spadek do klasy okręgowej                                      |              |

## Grupa VIII (mazowiecka południe)

### Drużyny
| Uczestnicy poprzedniej edycji                                                                                 | Uczestnicy poprzedniej edycji | Uczestnicy poprzedniej edycji | Uczestnicy poprzedniej edycji |
| --- | ----------------------------- | ----------------------------- | ----------------------------- |
| PIL | Pilica Białobrzegi            | 2                             |                               |
| EKO | Energia Kozienice             | 3                             |                               |
| ZAK | Wulkan Zakrzew                | 4                             |                               |
| MSZ | Mszczonowianka Mszczonów      | 5                             |                               |
| OKĘ | Okęcie Warszawa               | 6                             |                               |
| GRÓ | Mazowsze Grójec               | 7                             |                               |
| ZPR2 | Znicz II Pruszków             | 8                             |                               |
| IŁŻ | Polonia Iłża                  | 9                             |                               |
| ŻYR | Żyrardowianka Żyrardów        | 10                            |                               |
| SUL | Victoria Sulejówek            | 11                            |                               |
| ŁAD | UKS Łady                      | 12                            |                               |
| Awans z klasy okręgowej 2011/2012                                                                             |                               |                               |                               |
| grupa Radom                                                                                                   |                               |                               |                               |
| SZY | Szydłowianka Szydłowiec       | 1                             |                               |
| grupa Siedlce                                                                                                 |                               |                               |                               |
| PS2 | Pogoń II Siedlce              | 21                            |                               |
| grupa Warszawa I                                                                                              |                               |                               |                               |
| JÓZ | Józefovia Józefów             | 1                             |                               |
| GAR | Wilga Garwolin                | 2                             |                               |
| grupa Warszawa II                                                                                             |                               |                               |                               |
| JGA | Sparta Jazgarzew              | 1                             |                               |
| Oznaczenia: - kolumna pierwsza – skróty nazw drużyn, - kolumna trzecia – miejsce zajęte w poprzednim sezonie. |                               |                               |                               |

Objaśnienia:
1. Pogoń II Siedlce wygrała baraże o awans do IV ligi z Prochem Pionki.
2. Wilga Garwolin wygrała baraże o awans do IV ligi z Olimpią Warszawa.
3. Energia Kozienice-Janików zmieniła nazwę na Energia Kozienice.

### Tabela
| Lp. | Drużyna                    | M  | Z  | R  | P  | Bramki | Bramki | Różn. | Pkt | Uwagi                                                          | Bezpośrednio |
| --- | -------------------------- | -- | -- | -- | -- | ------ | ------ | ----- | --- | -------------------------------------------------------------- | ------------ |
| 1   | Pilica Białobrzegi (M) (A) | 30 | 21 | 6  | 3  | 86     | 25     | +61   | 69  | Awans do III ligi                                              |              |
| 2   | Żyrardowianka Żyrardów (B) | 30 | 20 | 5  | 5  | 45     | 18     | +27   | 65  | Baraże o awans do III ligi                                     |              |
| 3   | Victoria Sulejówek         | 30 | 18 | 7  | 5  | 85     | 35     | +50   | 61  |                                                                |              |
| 4   | Mszczonowianka Mszczonów   | 30 | 16 | 8  | 6  | 50     | 36     | +14   | 56  |                                                                |              |
| 5   | Sparta Jazgarzew           | 30 | 13 | 7  | 10 | 56     | 46     | +10   | 46  |                                                                |              |
| 6   | Wilga Garwolin             | 30 | 12 | 6  | 12 | 55     | 51     | +4    | 42  |                                                                |              |
| 7   | Szydłowianka Szydłowiec    | 30 | 12 | 3  | 15 | 35     | 55     | −20   | 39  |                                                                |              |
| 8   | Energia Kozienice          | 30 | 9  | 11 | 10 | 38     | 41     | −3    | 38  | EKO: 6 pkt, różn. +2 GRÓ: 5 pkt, różn. -1 JÓZ: 4 pkt, różn. -1 |              |
| 9   | Mazowsze Grójec            | 30 | 9  | 11 | 10 | 43     | 47     | −4    | 38  | EKO: 6 pkt, różn. +2 GRÓ: 5 pkt, różn. -1 JÓZ: 4 pkt, różn. -1 |              |
| 10  | Józefovia Józefów          | 30 | 11 | 5  | 14 | 52     | 53     | −1    | 38  | EKO: 6 pkt, różn. +2 GRÓ: 5 pkt, różn. -1 JÓZ: 4 pkt, różn. -1 |              |
| 11  | Pogoń II Siedlce           | 30 | 10 | 6  | 14 | 53     | 57     | −4    | 36  |                                                                |              |
| 12  | Znicz II Pruszków          | 30 | 10 | 5  | 15 | 47     | 64     | −17   | 35  |                                                                |              |
| 13  | UKS Łady1 (B)              | 30 | 9  | 4  | 17 | 30     | 50     | −20   | 31  | Baraże o utrzymanie                                            |              |
| 14  | Okęcie Warszawa1           | 30 | 7  | 8  | 15 | 36     | 64     | −28   | 29  |                                                                |              |
| 15  | Polonia Iłża (S)           | 30 | 7  | 3  | 20 | 39     | 71     | −32   | 24  | Spadek do klasy okręgowej                                      |              |
| 16  | Wulkan Zakrzew (S)         | 30 | 5  | 7  | 18 | 21     | 56     | −35   | 22  | Spadek do klasy okręgowej                                      |              |

### Baraże uzupełniające o III ligę
Baraże uzupełniające o III ligę rozegrano pomiędzy wicemistrzami grup mazowieckich. Zwycięzca uzyskał awans do III ligi.
| 3 lipca 2013 | Żyrardowianka Żyrardów | 1:1   | MKS Przasnysz       |  |
|              | 74' Bartłomiej Mucha   | (0:1) | 45' Paweł Olszewski |  |

| 6 lipca 2013 | MKS Przasnysz        | 1:2   | Żyrardowianka Żyrardów                   |  |
|              | 6' Łukasz Wróblewski | (1:1) | 9' Paweł Jakóbiak · 90' Bartosz Drożdżal |  |

Awans do III ligi: Żyrardowianka Żyrardów

### Baraże o utrzymanie w IV lidze
W barażach o utrzymanie w IV lidze brały udział drużyny z 13. miejsc obu grup mazowieckich. Zwycięzca miał uzyskać utrzymanie w IV lidze. Ostatecznie jednak obaj uczestnicy utrzymali się. 
| 3 lipca 2013 | UKS Łady           | 1:2   | KS Łomianki                                 |  |
|              | 51' Michał Prażuch | (0:0) | 75' Paweł Madej · 85' Przemysław Nowakowski |  |

| 6 lipca 2013 | KS Łomianki                               | 2:1   | UKS Łady                |  |
|              | 80' Wojciech Kalinowski · 87' Paweł Madej | (0:1) | 38' Bartłomiej Bobowski |  |

Zwycięzca: KS Łomianki

## Grupa IX (mazowiecka północ)

### Drużyny
| Uczestnicy poprzedniej edycji                                                                                 | Uczestnicy poprzedniej edycji | Uczestnicy poprzedniej edycji | Uczestnicy poprzedniej edycji |
| --- | ----------------------------- | ----------------------------- | ----------------------------- |
| BUG | Bug Wyszków                   | 2                             |                               |
| WP2 | Wisła II Płock                | 3                             |                               |
| KSE | Kasztelan Sierpc              | 4                             |                               |
| HWO | Huragan Wołomin               | 5                             |                               |
| MŁA | Mławianka Mława               | 6                             |                               |
| GĄB | Błękitni Gąbin                | 7                             |                               |
| MPR | MKS Przasnysz                 | 8                             |                               |
| OOM | Ostrovia Ostrów Mazowiecka    | 9                             |                               |
| PUŁ | Nadnarwianka Pułtusk          | 10                            |                               |
| ŁOM | KS Łomianki                   | 11                            |                               |
| ŻUR | Wkra Żuromin                  | 12                            |                               |
| Spadek z III ligi 2011/2012                                                                                   |                               |                               |                               |
| grupa VI |                               |                               |                               |
| NAR | Narew Ostrołęka               | 16                            |                               |
| Awans z klasy okręgowej 2011/2012                                                                             |                               |                               |                               |
| grupa Ciechanów-Ostrołęka                                                                                     |                               |                               |                               |
| BRA | Błękitni Raciąż               | 1                             |                               |
| grupa Płock                                                                                                   |                               |                               |                               |
| MGO | Mazur Gostynin                | 1                             |                               |
| BZU | Bzura Chodaków                | 21                            |                               |
| grupa Siedlce                                                                                                 |                               |                               |                               |
| WĘG | Czarni Węgrów                 | 1                             |                               |
| Oznaczenia: - kolumna pierwsza – skróty nazw drużyn, - kolumna trzecia – miejsce zajęte w poprzednim sezonie. |                               |                               |                               |

Objaśnienia:
1. Bzura Chodaków wygrała baraże o awans do IV ligi ze Żbikiem Nasielsk.

### Tabela
| Lp. | Drużyna                    | M  | Z  | R  | P  | Bramki | Bramki | Różn. | Pkt | Uwagi                       | Bezpośrednio |
| --- | -------------------------- | -- | -- | -- | -- | ------ | ------ | ----- | --- | --------------------------- | ------------ |
| 1   | Huragan Wołomin (M) (A)    | 30 | 22 | 1  | 7  | 56     | 25     | +31   | 67  | Awans do III ligi           |              |
| 2   | MKS Przasnysz (B)          | 30 | 17 | 8  | 5  | 70     | 29     | +41   | 59  | Baraże o awans do III ligi  |              |
| 3   | Błękitni Raciąż            | 30 | 17 | 4  | 9  | 59     | 36     | +23   | 55  |                             |              |
| 4   | Mławianka Mława            | 30 | 16 | 5  | 9  | 59     | 36     | +23   | 53  | MŁA – BUG 3:1 BUG – MŁA 0:2 |              |
| 5   | Bug Wyszków                | 30 | 16 | 5  | 9  | 50     | 28     | +22   | 53  | MŁA – BUG 3:1 BUG – MŁA 0:2 |              |
| 6   | Czarni Węgrów              | 30 | 14 | 7  | 9  | 50     | 28     | +22   | 49  | WĘG – NAR 2:1 NAR – WĘG 2:3 |              |
| 7   | Narew Ostrołęka            | 30 | 14 | 7  | 9  | 41     | 28     | +13   | 49  | WĘG – NAR 2:1 NAR – WĘG 2:3 |              |
| 8   | Wisła II Płock             | 30 | 14 | 1  | 15 | 49     | 40     | +9    | 43  |                             |              |
| 9   | Ostrovia Ostrów Mazowiecka | 30 | 12 | 6  | 12 | 34     | 37     | −3    | 42  |                             |              |
| 10  | Błękitni Gąbin             | 30 | 12 | 5  | 13 | 38     | 39     | −1    | 41  |                             |              |
| 11  | Wkra Żuromin               | 30 | 10 | 9  | 11 | 44     | 56     | −12   | 39  |                             |              |
| 12  | Mazur Gostynin             | 30 | 9  | 9  | 12 | 36     | 38     | −2    | 36  |                             |              |
| 13  | KS Łomianki (B)            | 30 | 7  | 11 | 12 | 33     | 41     | −8    | 32  | Baraże o utrzymanie         |              |
| 14  | Bzura Chodaków1            | 30 | 9  | 3  | 18 | 41     | 75     | −34   | 30  |                             |              |
| 15  | Kasztelan Sierpc (S)       | 30 | 4  | 5  | 21 | 23     | 84     | −61   | 17  | Spadek do klasy okręgowej   |              |
| 16  | Nadnarwianka Pułtusk (S)   | 30 | 2  | 4  | 24 | 24     | 87     | −63   | 10  | Spadek do klasy okręgowej   |              |

### Baraże uzupełniające o III ligę
Baraże uzupełniające o III ligę rozegrano pomiędzy wicemistrzami grup mazowieckich. Zwycięzca uzyskał awans do III ligi.
| 3 lipca 2013 | Żyrardowianka Żyrardów | 1:1   | MKS Przasnysz       |  |
|              | 74' Bartłomiej Mucha   | (0:1) | 45' Paweł Olszewski |  |

| 6 lipca 2013 | MKS Przasnysz        | 1:2   | Żyrardowianka Żyrardów                   |  |
|              | 6' Łukasz Wróblewski | (1:1) | 9' Paweł Jakóbiak · 90' Bartosz Drożdżal |  |

Awans do III ligi: Żyrardowianka Żyrardów

### Baraże o utrzymanie w IV lidze
W barażach o utrzymanie w IV lidze brały udział drużyny z 13. miejsc obu grup mazowieckich. Zwycięzca miał uzyskać utrzymanie w IV lidze. Ostatecznie jednak obaj uczestnicy utrzymali się. 
| 3 lipca 2013 | UKS Łady           | 1:2   | KS Łomianki                                 |  |
|              | 51' Michał Prażuch | (0:0) | 75' Paweł Madej · 85' Przemysław Nowakowski |  |

| 6 lipca 2013 | KS Łomianki                               | 2:1   | UKS Łady                |  |
|              | 80' Wojciech Kalinowski · 87' Paweł Madej | (0:1) | 38' Bartłomiej Bobowski |  |

Zwycięzca: KS Łomianki

## Grupa X (opolska)

### Drużyny
| Uczestnicy poprzedniej edycji                                                                                 | Uczestnicy poprzedniej edycji | Uczestnicy poprzedniej edycji | Uczestnicy poprzedniej edycji |
| --- | ----------------------------- | ----------------------------- | ----------------------------- |
| OLE | OKS Olesno                    | 3                             |                               |
| ŁUB | Śląsk Łubniany                | 4                             |                               |
| SKG | Skalnik Gracze                | 5                             |                               |
| PPR | Pogoń Prudnik                 | 6                             |                               |
| POP | Piast Strzelce Opolskie       | 7                             |                               |
| PAC | Sparta Paczków                | 8                             |                               |
| ŹLI | Orzeł Źlinice                 | 9                             |                               |
| LIG | LZS Ligota Turawska           | 10                            |                               |
| LEW | Olimpia Lewin Brzeski         | 11                            |                               |
| KIE | GLKS Kietrz                   | 121                           |                               |
| OTM | Czarni Otmuchów               | 13                            |                               |
| Spadek z III ligi 2011/2012                                                                                   |                               |                               |                               |
| grupa IV |                               |                               |                               |
| TOR | TOR Dobrzeń Wielki            | 16                            |                               |
| Awans z klasy okręgowej 2011/2012                                                                             |                               |                               |                               |
| grupa opolska I                                                                                               |                               |                               |                               |
| KL2 | MKS II Kluczbork              | 1                             |                               |
| MAŁ | Małapanew Ozimek              | 2                             |                               |
| grupa opolska II                                                                                              |                               |                               |                               |
| KĘD | Chemik Kędzierzyn-Koźle       | 1                             |                               |
| GOG | MKS Gogolin                   | 2                             |                               |
| Oznaczenia: - kolumna pierwsza – skróty nazw drużyn, - kolumna trzecia – miejsce zajęte w poprzednim sezonie. |                               |                               |                               |

Objaśnienia:
1. Orzeł Dzierżysław połączył się z Włókniarzem Kietrz i występuje pod nazwą GLKS Kietrz.

### Tabela
| Lp. | Drużyna                     | M  | Z  | R | P  | Bramki | Bramki | Różn. | Pkt | Uwagi                                                         | Bezpośrednio |
| --- | --------------------------- | -- | -- | - | -- | ------ | ------ | ----- | --- | ------------------------------------------------------------- | ------------ |
| 1   | Skalnik Gracze1 (M)         | 30 | 20 | 4 | 6  | 78     | 33     | +45   | 64  |                                                               |              |
| 2   | Piast Strzelce Opolskie (A) | 30 | 19 | 6 | 5  | 66     | 34     | +32   | 63  | Awans do III ligi                                             |              |
| 3   | Czarni Otmuchów1 (A)        | 30 | 18 | 3 | 9  | 52     | 37     | +15   | 57  | Awans do III ligi                                             |              |
| 4   | Małapanew Ozimek            | 30 | 17 | 5 | 8  | 72     | 42     | +30   | 56  |                                                               |              |
| 5   | Orzeł Źlinice               | 30 | 16 | 4 | 10 | 55     | 43     | +12   | 52  |                                                               |              |
| 6   | Chemik Kędzierzyn-Koźle     | 30 | 14 | 6 | 10 | 55     | 40     | +15   | 48  |                                                               |              |
| 7   | OKS Olesno                  | 30 | 13 | 7 | 10 | 57     | 57     | 0     | 46  | OLE: 5 pkt, różn. +1 PAC: 5 pkt, różn. 0 GOG: 5 pkt, różn. -1 |              |
| 8   | Sparta Paczków              | 30 | 14 | 4 | 12 | 59     | 49     | +10   | 46  | OLE: 5 pkt, różn. +1 PAC: 5 pkt, różn. 0 GOG: 5 pkt, różn. -1 |              |
| 9   | MKS Gogolin                 | 30 | 13 | 7 | 10 | 42     | 40     | +2    | 46  | OLE: 5 pkt, różn. +1 PAC: 5 pkt, różn. 0 GOG: 5 pkt, różn. -1 |              |
| 10  | Śląsk Łubniany              | 30 | 12 | 5 | 13 | 52     | 57     | −5    | 41  |                                                               |              |
| 11  | Olimpia Lewin Brzeski       | 30 | 10 | 5 | 15 | 44     | 55     | −11   | 35  |                                                               |              |
| 12  | Pogoń Prudnik               | 30 | 9  | 6 | 15 | 50     | 61     | −11   | 33  |                                                               |              |
| 13  | MKS II Kluczbork2           | 30 | 9  | 5 | 16 | 61     | 66     | −5    | 32  | Drużyna wycofana                                              |              |
| 14  | GLKS Kietrz                 | 30 | 8  | 3 | 19 | 29     | 66     | −37   | 27  |                                                               |              |
| 15  | TOR Dobrzeń Wielki2         | 30 | 5  | 3 | 22 | 22     | 67     | −45   | 18  |                                                               |              |
| 16  | LZS Ligota Turawska (S)     | 30 | 4  | 3 | 23 | 38     | 91     | −53   | 15  | Spadek do klasy okręgowej                                     |              |

## Grupa XI (podkarpacka)

### Drużyny
| Uczestnicy poprzedniej edycji                                                                                 | Uczestnicy poprzedniej edycji | Uczestnicy poprzedniej edycji | Uczestnicy poprzedniej edycji |
| --- | ----------------------------- | ----------------------------- | ----------------------------- |
| RE2 | Resovia II                    | 3                             |                               |
| LEŻ | Pogoń Leżajsk                 | 4                             |                               |
| CKR | Crasnovia Krasne              | 53                            |                               |
| JKS | JKS 1909 Jarosław             | 6                             |                               |
| PIL | Rzemieślnik Pilzno            | 7                             |                               |
| NDĘ | Stal Nowa Dęba                | 8                             |                               |
| TUR | LZS Turbia                    | 92                            |                               |
| PTU | Piast Tuczempy                | 10                            |                               |
| NOW | Cosmos Nowotaniec             | 11                            |                               |
| ŻUR | Żurawianka Żurawica           | 12                            |                               |
| Spadek z III ligi 2011/2012                                                                                   |                               |                               |                               |
| grupa VIII |                               |                               |                               |
| MAL | Strumyk Malawa                | 151                           |                               |
| Awans z klasy okręgowej 2011/2012                                                                             |                               |                               |                               |
| grupa Dębica                                                                                                  |                               |                               |                               |
| KOL | Kolbuszowianka Kolbuszowa     | 1                             |                               |
| grupa Jarosław                                                                                                |                               |                               |                               |
| SSI | Sokół Sieniawa                | 1                             |                               |
| grupa Krosno                                                                                                  |                               |                               |                               |
| DUK | Przełęcz Dukla                | 1                             |                               |
| grupa Rzeszów                                                                                                 |                               |                               |                               |
| STR | Wisłok Strzyżów               | 1                             |                               |
| grupa Stalowa Wola                                                                                            |                               |                               |                               |
| MOK | OKS Mokrzyszów                | 1                             |                               |
| Oznaczenia: - kolumna pierwsza – skróty nazw drużyn, - kolumna trzecia – miejsce zajęte w poprzednim sezonie. |                               |                               |                               |

Objaśnienia:
1. Strumyk Malawa zrezygnował z możliwości gry w III lidze pomimo zwolnienia miejsca przez wycofany zespół KS-u Zaczernie.
2. LZS Turbia wycofał się po rundzie jesiennej.
3. Crasnovia Krasne wycofana została z rozgrywek przez Podkarpacki ZPN po 21. kolejce.

### Tabela
| Lp. | Drużyna                   | M  | Z  | R | P  | Bramki | Bramki | Różn. | Pkt | Uwagi                       | Bezpośrednio              |
| --- | ------------------------- | -- | -- | - | -- | ------ | ------ | ----- | --- | --------------------------- | ------------------------- |
| 1   | JKS 1909 Jarosław (M) (A) | 28 | 21 | 4 | 3  | 66     | 21     | +45   | 67  | Awans do III ligi           |                           |
| 2   | Sokół Sieniawa (A)        | 28 | 17 | 5 | 6  | 62     | 25     | +37   | 56  | Awans do III ligi           |                           |
| 3   | Piast Tuczempy            | 28 | 16 | 7 | 5  | 55     | 27     | +28   | 55  |                             |                           |
| 4   | Rzemieślnik Pilzno        | 28 | 15 | 7 | 6  | 51     | 31     | +20   | 52  |                             |                           |
| 5   | Cosmos Nowotaniec         | 28 | 12 | 6 | 10 | 52     | 44     | +8    | 42  |                             |                           |
| 6   | Pogoń Leżajsk             | 28 | 11 | 6 | 11 | 41     | 34     | +7    | 39  |                             |                           |
| 7   | Strumyk Malawa            | 28 | 12 | 2 | 14 | 48     | 50     | −2    | 38  | MAL – RE2 2:0 RE2 – MAL 1:3 |                           |
| 8   | Resovia II3 (S)           | 28 | 12 | 2 | 14 | 33     | 40     | −7    | 38  | MAL – RE2 2:0 RE2 – MAL 1:3 | Spadek do klasy okręgowej |
| 9   | Kolbuszowianka Kolbuszowa | 28 | 10 | 7 | 11 | 38     | 40     | −2    | 37  |                             |                           |
| 10  | Stal Nowa Dęba            | 28 | 10 | 5 | 13 | 46     | 40     | +6    | 35  |                             |                           |
| 11  | Przełęcz Dukla            | 28 | 9  | 5 | 14 | 38     | 57     | −19   | 32  |                             |                           |
| 12  | Wisłok Strzyżów           | 28 | 8  | 7 | 13 | 35     | 45     | −10   | 31  |                             |                           |
| 13  | OKS Mokrzyszów            | 28 | 6  | 6 | 16 | 30     | 67     | −37   | 24  |                             |                           |
| 14  | Żurawianka Żurawica (S)   | 28 | 4  | 5 | 19 | 26     | 73     | −47   | 17  | Spadek do klasy okręgowej   |                           |
| 15  | Crasnovia Krasne2         | 28 | 8  | 4 | 16 | 29     | 56     | −27   | 28  |                             |                           |
| -   | LZS Turbia1               | 0  | 0  | 0 | 0  | 0      | 0      | 0     | 0   | Drużyna wycofana            |                           |

## Grupa XII (podlaska)

### Drużyny
| Uczestnicy poprzedniej edycji                                                                                 | Uczestnicy poprzedniej edycji | Uczestnicy poprzedniej edycji | Uczestnicy poprzedniej edycji |
| --- | ----------------------------- | ----------------------------- | ----------------------------- |
| CRS | Cresovia Siemiatycze          | 3                             |                               |
| HAJ | Puszcza Hajnówka              | 4                             |                               |
| SZE | Sparta 1951 Szepietowo        | 5                             |                               |
| TYK | Hetman Tykocin                | 6                             |                               |
| HEB | Hetman Białystok              | 7                             |                               |
| MOŃ | Promień Mońki                 | 8                             |                               |
| GGR | Gryf Gródek                   | 9                             |                               |
| NAR | LZS Narewka                   | 10                            |                               |
| MIC | KS Michałowo                  | 11                            |                               |
| AUG | Sparta Augustów               | 12                            |                               |
| WBI | Włókniarz Białystok           | 13                            |                               |
| SUR | Znicz Suraż                   | 142                           |                               |
| Spadek z II ligi 2011/2012                                                                                    |                               |                               |                               |
| grupa wschodnia                                                                                               |                               |                               |                               |
| SSO | Sokół Sokółka                 | -1                            |                               |
| Spadek z III ligi 2011/2012                                                                                   |                               |                               |                               |
| grupa VIII |                               |                               |                               |
| ŁAP | Pogoń Łapy                    | 14                            |                               |
| Awans z klasy okręgowej 2011/2012                                                                             |                               |                               |                               |
| grupa podlaska                                                                                                |                               |                               |                               |
| JUC | Magnat Juchnowiec Kościelny   | 1                             |                               |
| PIB | Piast Białystok               | 2                             |                               |
| Oznaczenia: - kolumna pierwsza – skróty nazw drużyn, - kolumna trzecia – miejsce zajęte w poprzednim sezonie. |                               |                               |                               |

Objaśnienia:
1. Sokół Sokółka wycofał się po rundzie jesiennej z II ligi. Jego wyniki zostały anulowane[6].
2. Znicz Suraż wycofał się po rundzie jesiennej.

### Tabela
| Lp. | Drużyna                     | M  | Z  | R  | P  | Bramki | Bramki | Różn. | Pkt | Uwagi                                                          | Bezpośrednio |
| --- | --------------------------- | -- | -- | -- | -- | ------ | ------ | ----- | --- | -------------------------------------------------------------- | ------------ |
| 1   | Promień Mońki (M) (A)       | 30 | 21 | 2  | 7  | 76     | 39     | +37   | 65  | Awans do III ligi                                              |              |
| 2   | LZS Narewka (A)             | 30 | 19 | 5  | 6  | 54     | 26     | +28   | 62  | Awans do III ligi                                              |              |
| 3   | Gryf Gródek                 | 30 | 19 | 4  | 7  | 73     | 31     | +42   | 61  |                                                                |              |
| 4   | Sparta 1951 Szepietowo      | 30 | 17 | 5  | 8  | 67     | 41     | +26   | 56  |                                                                |              |
| 5   | Sparta Augustów             | 30 | 16 | 6  | 8  | 46     | 30     | +16   | 54  |                                                                |              |
| 6   | Hetman Tykocin              | 30 | 13 | 9  | 8  | 48     | 37     | +11   | 48  |                                                                |              |
| 7   | Cresovia Siemiatycze        | 30 | 13 | 5  | 12 | 52     | 45     | +7    | 44  |                                                                |              |
| 8   | Piast Białystok             | 30 | 12 | 6  | 12 | 48     | 50     | −2    | 42  | PIB: 8 pkt, różn. +4 ŁAP: 7 pkt, różn. -1 HEB: 1 pkt, różn. -3 |              |
| 9   | Pogoń Łapy                  | 30 | 11 | 9  | 10 | 42     | 41     | +1    | 42  | PIB: 8 pkt, różn. +4 ŁAP: 7 pkt, różn. -1 HEB: 1 pkt, różn. -3 |              |
| 10  | Hetman Białystok            | 30 | 13 | 3  | 14 | 49     | 38     | +11   | 42  | PIB: 8 pkt, różn. +4 ŁAP: 7 pkt, różn. -1 HEB: 1 pkt, różn. -3 |              |
| 11  | Puszcza Hajnówka            | 30 | 12 | 5  | 13 | 31     | 36     | −5    | 41  |                                                                |              |
| 12  | Magnat Juchnowiec Kościelny | 30 | 10 | 5  | 15 | 49     | 65     | −16   | 35  |                                                                |              |
| 13  | KS Michałowo                | 30 | 7  | 10 | 13 | 35     | 53     | −18   | 31  |                                                                |              |
| 14  | Sokół Sokółka               | 30 | 7  | 6  | 17 | 32     | 63     | −31   | 27  |                                                                |              |
| 15  | Włókniarz Białystok (S)     | 30 | 5  | 6  | 19 | 35     | 67     | −32   | 21  | Spadek do klasy okręgowej                                      |              |
| 16  | Znicz Suraż1                | 30 | 1  | 2  | 27 | 10     | 85     | −75   | 5   | Drużyna wycofana                                               |              |

## Grupa XIII (pomorska)

### Drużyny
| Uczestnicy poprzedniej edycji                                                                                 | Uczestnicy poprzedniej edycji  | Uczestnicy poprzedniej edycji | Uczestnicy poprzedniej edycji |
| --- | ------------------------------ | ----------------------------- | ----------------------------- |
| RED | Orlęta Reda                    | 3                             |                               |
| WSK | Wietcisa Skarszewy             | 4                             |                               |
| DZI | Powiśle Dzierzgoń              | 5                             |                               |
| GPS | GTS Pszczółki                  | 6                             |                               |
| PPO | Pomorze Potęgowo               | 7                             |                               |
| PEL | Wierzyca Pelplin               | 8                             |                               |
| MAL | Pomezania Malbork              | 9                             |                               |
| HRG | Huragan Przodkowo              | 10                            |                               |
| CPA | Chojniczanka II/Jantar Pawłowo | 11                            |                               |
| CCZ | Czarni Czarne                  | 12                            |                               |
| Spadek z III ligi 2011/2012                                                                                   |                                |                               |                               |
| grupa I |                                |                               |                               |
| KAS | Kaszubia Kościerzyna           | 15                            |                               |
| GRT | Gryf 2009 Tczew                | 16                            |                               |
| Awans z klasy okręgowej 2011/2012                                                                             |                                |                               |                               |
| grupa Gdańsk I                                                                                                |                                |                               |                               |
| CHW | KS Chwaszczyno                 | 1                             |                               |
| GKO | GKS Kolbudy                    | 2                             |                               |
| grupa Gdańsk II                                                                                               |                                |                               |                               |
| CPR | Czarni Przemysław              | 1                             |                               |
| ROD | Rodło Kwidzyn                  | 2                             |                               |
| grupa Słupsk                                                                                                  |                                |                               |                               |
| AGA | Anioły Garczegorze             | 1                             |                               |
| BY2 | Bytovia II Bytów               | 2                             |                               |
| Oznaczenia: - kolumna pierwsza – skróty nazw drużyn, - kolumna trzecia – miejsce zajęte w poprzednim sezonie. |                                |                               |                               |

### Tabela
| Lp. | Drużyna                            | M  | Z  | R  | P  | Bramki | Bramki | Różn. | Pkt | Uwagi                       | Bezpośrednio                |
| --- | ---------------------------------- | -- | -- | -- | -- | ------ | ------ | ----- | --- | --------------------------- | --------------------------- |
| 1   | Kaszubia Kościerzyna (M) (A)       | 34 | 28 | 4  | 2  | 84     | 17     | +67   | 88  | Awans do III ligi           |                             |
| 2   | Pomorze Potęgowo (A)               | 34 | 26 | 2  | 6  | 106    | 33     | +73   | 80  | Awans do III ligi           |                             |
| 3   | Huragan Przodkowo                  | 34 | 20 | 3  | 11 | 65     | 34     | +31   | 63  |                             |                             |
| 4   | KS Chwaszczyno                     | 34 | 18 | 8  | 8  | 73     | 37     | +36   | 62  |                             |                             |
| 5   | Orlęta Reda                        | 34 | 17 | 7  | 10 | 63     | 43     | +20   | 58  |                             |                             |
| 6   | GKS Kolbudy                        | 34 | 16 | 6  | 12 | 76     | 55     | +21   | 54  |                             |                             |
| 7   | Anioły Garczegorze                 | 34 | 14 | 11 | 9  | 50     | 40     | +10   | 53  |                             |                             |
| 8   | Powiśle Dzierzgoń                  | 34 | 15 | 6  | 13 | 54     | 48     | +6    | 51  |                             |                             |
| 9   | Wietcisa Skarszewy                 | 34 | 15 | 3  | 16 | 67     | 72     | −5    | 48  | WSK – PEL 4:0 PEL – WSK 3:1 |                             |
| 10  | Wierzyca Pelplin                   | 34 | 14 | 6  | 14 | 53     | 53     | 0     | 48  | WSK – PEL 4:0 PEL – WSK 3:1 |                             |
| 11  | Bytovia II Bytów                   | 34 | 14 | 5  | 15 | 45     | 45     | 0     | 47  | BY2 – GRT 1:1 GRT – BY2 1:1 |                             |
| 12  | Gryf 2009 Tczew                    | 34 | 13 | 8  | 13 | 45     | 54     | −9    | 47  | BY2 – GRT 1:1 GRT – BY2 1:1 |                             |
| 13  | Pomezania Malbork                  | 34 | 12 | 7  | 15 | 58     | 69     | −11   | 43  |                             |                             |
| 14  | GTS Pszczółki                      | 34 | 10 | 6  | 18 | 50     | 78     | −28   | 36  |                             |                             |
| 15  | Czarni Czarne (S)                  | 34 | 6  | 9  | 19 | 44     | 79     | −35   | 27  | Spadek do klasy okręgowej   |                             |
| 16  | Chojniczanka II/Jantar Pawłowo (S) | 34 | 7  | 1  | 26 | 39     | 87     | −48   | 22  | Spadek do klasy okręgowej   | CPA – ROD 2:0 ROD – CPA 3:2 |
| 17  | Rodło Kwidzyn (S)                  | 34 | 6  | 4  | 24 | 46     | 100    | −54   | 22  | Spadek do klasy okręgowej   | CPA – ROD 2:0 ROD – CPA 3:2 |
| 18  | Czarni Przemysław (S)              | 34 | 5  | 4  | 25 | 53     | 127    | −74   | 19  | Spadek do klasy okręgowej   |                             |

## Grupa XIV (śląska I)

### Drużyny
| Uczestnicy poprzedniej edycji                                                                                 | Uczestnicy poprzedniej edycji | Uczestnicy poprzedniej edycji | Uczestnicy poprzedniej edycji |
| --- | ----------------------------- | ----------------------------- | ----------------------------- |
| SZO | Szombierki Bytom              | 2                             |                               |
| CIO | Przyszłość Ciochowice         | 3                             |                               |
| GRŚ | Grunwald Ruda Śląska          | 4                             |                               |
| WCH | Wyzwolenie Chorzów            | 5                             |                               |
| KON | Pilica Koniecpol              | 6                             |                               |
| SRM | Sarmacja Będzin               | 7                             |                               |
| DGÓ | Zagłębiak Dąbrowa Górnicza    | 8                             |                               |
| GPI | Górnik Piaski                 | 9                             |                               |
| ŻAR | Zieloni Żarki                 | 10                            |                               |
| KAM | LKS Kamienica Polska          | 12                            |                               |
| GMY | Górnik 09 Mysłowice           | 13                            |                               |
| SRŚ | Slavia Ruda Śląska            | 14                            |                               |
| Spadek z III ligi 2011/2012                                                                                   |                               |                               |                               |
| grupa IV |                               |                               |                               |
| VCZ | Victoria Częstochowa          | 15                            |                               |
| Awans z klasy okręgowej 2011/2012                                                                             |                               |                               |                               |
| grupa Częstochowa                                                                                             |                               |                               |                               |
| KON | Lot Konopiska                 | 1                             |                               |
| grupa Katowice II                                                                                             |                               |                               |                               |
| GTA | Gwarek Tarnowskie Góry        | 1                             |                               |
| UZĄ | Unia Ząbkowice                | 21                            |                               |
| Oznaczenia: - kolumna pierwsza – skróty nazw drużyn, - kolumna trzecia – miejsce zajęte w poprzednim sezonie. |                               |                               |                               |

Objaśnienia:
1. W związku z wycofaniem się Czarnych Sosnowiec po zakończeniu poprzedniego sezonu, dodatkowo do IV ligi awansowała Unia Ząbkowice.

### Tabela
| Lp. | Drużyna                    | M  | Z  | R  | P  | Bramki | Bramki | Różn. | Pkt | Uwagi                                                          | Bezpośrednio |
| --- | -------------------------- | -- | -- | -- | -- | ------ | ------ | ----- | --- | -------------------------------------------------------------- | ------------ |
| 1   | Szombierki Bytom (M) (A)   | 30 | 20 | 5  | 5  | 72     | 26     | +46   | 65  | Awans do III ligi                                              |              |
| 2   | Górnik Piaski (B)          | 30 | 16 | 8  | 6  | 54     | 32     | +22   | 56  | Baraże o awans do III ligi                                     |              |
| 3   | Grunwald Ruda Śląska       | 30 | 16 | 6  | 8  | 47     | 27     | +20   | 54  |                                                                |              |
| 4   | Zagłębiak Dąbrowa Górnicza | 30 | 15 | 5  | 10 | 47     | 49     | −2    | 50  |                                                                |              |
| 5   | Sarmacja Będzin            | 30 | 13 | 9  | 8  | 51     | 45     | +6    | 48  |                                                                |              |
| 6   | Pilica Koniecpol           | 30 | 12 | 10 | 8  | 48     | 33     | +15   | 46  |                                                                |              |
| 7   | Gwarek Tarnowskie Góry     | 30 | 12 | 8  | 10 | 59     | 47     | +12   | 44  | GTA: 8 pkt, różn. +8 WCH: 4 pkt, różn. -2 ŻAR: 4 pkt, różn. -6 |              |
| 8   | Wyzwolenie Chorzów         | 30 | 12 | 8  | 10 | 50     | 41     | +9    | 44  | GTA: 8 pkt, różn. +8 WCH: 4 pkt, różn. -2 ŻAR: 4 pkt, różn. -6 |              |
| 9   | Zieloni Żarki              | 30 | 13 | 5  | 12 | 44     | 57     | −13   | 44  | GTA: 8 pkt, różn. +8 WCH: 4 pkt, różn. -2 ŻAR: 4 pkt, różn. -6 |              |
| 10  | Slavia Ruda Śląska         | 30 | 10 | 12 | 8  | 49     | 39     | +10   | 42  |                                                                |              |
| 11  | LKS Kamienica Polska       | 30 | 10 | 6  | 14 | 42     | 56     | −14   | 36  |                                                                |              |
| 12  | Przyszłość Ciochowice      | 30 | 8  | 10 | 12 | 37     | 38     | −1    | 34  |                                                                |              |
| 13  | Lot Konopiska              | 30 | 6  | 11 | 13 | 40     | 49     | −9    | 29  |                                                                |              |
| 14  | Victoria Częstochowa (B)   | 30 | 6  | 7  | 17 | 42     | 80     | −38   | 25  | Baraże o utrzymanie                                            |              |
| 15  | Unia Ząbkowice (S)         | 30 | 5  | 7  | 18 | 38     | 64     | −26   | 22  | Spadek do klasy okręgowej                                      |              |
| 16  | Górnik 09 Mysłowice (S)    | 30 | 3  | 9  | 18 | 37     | 74     | −37   | 18  | Spadek do klasy okręgowej                                      |              |

### Baraże o awans do III ligi
W barażu o awans do III ligi wzięli udział wicemistrzowie obu grup śląskich. Zwycięzca awansował do III ligi na sezon 2013/14.
| 30 czerwca 2013 | Rekord Bielsko-Biała | 1:1 k. 5:3    | Górnik Piaski      |  |
| 17:00           | 41' Dawid Ogrocki    | (1:0, k. 5:3) | 46' Łukasz Stępień |  |

Zwycięzca: Rekord Bielsko-Biała

### Baraże o utrzymanie w IV lidze
W barażu o utrzymanie w IV lidze wzięły udział drużyny z 14. miejsc w obu grupach śląskich. Zwycięzca uzyskiwał utrzymanie w IV lidze, natomiast przegrany spadł do klasy okręgowej. 
| 29 czerwca 2013 | Victoria Częstochowa   | 1:5   | Unia Racibórz                                                                                         |  |
| 12:00           | 36' Łukasz Śliwakowski | (1:2) | 13' Jacek Selera · 37' Mirosław Pniewski · 73' Kamil Knura · 76' Roman Kowalczyk · 90' Marek Prusicki |  |

Zwycięzca: Unia Racibórz

## Grupa XV (śląska II)

### Drużyny
| Uczestnicy poprzedniej edycji                                                                                 | Uczestnicy poprzedniej edycji | Uczestnicy poprzedniej edycji | Uczestnicy poprzedniej edycji |
| --- | ----------------------------- | ----------------------------- | ----------------------------- |
| REK | Rekord Bielsko-Biała          | 2                             |                               |
| NAG | Nadwiślan Góra                | 4                             |                               |
| JAS | GKS 1962 Jastrzębie           | 5                             |                               |
| ISK | Iskra Pszczyna                | 6                             |                               |
| CGŻ | Czarni-Góral Żywiec           | 7                             |                               |
| MIK | AKS Mikołów                   | 8                             |                               |
| BOJ | GTS Bojszowy                  | 9                             |                               |
| ORN | Gwarek Ornontowice            | 10                            |                               |
| MKL | Polonia Marklowice            | 11                            |                               |
| WSŁ | KS Wisła                      | 12                            |                               |
| MRK | MRKS Czechowice-Dziedzice     | 13                            |                               |
| UNR | Unia Racibórz                 | 141                           |                               |
| Awans z klasy okręgowej 2011/2012                                                                             |                               |                               |                               |
| grupa Bielsko-Biała                                                                                           |                               |                               |                               |
| DRZ | Drzewiarz Jasienica           | 1                             |                               |
| grupa Katowice I                                                                                              |                               |                               |                               |
| KA2 | GKS II Katowice               | 12                            |                               |
| grupa Katowice III                                                                                            |                               |                               |                               |
| ŚWI | Forteca Świerklany            | 1                             |                               |
| grupa Katowice IV                                                                                             |                               |                               |                               |
| PRZ | Jedność 32 Przyszowice        | 1                             |                               |
| Oznaczenia: - kolumna pierwsza – skróty nazw drużyn, - kolumna trzecia – miejsce zajęte w poprzednim sezonie. |                               |                               |                               |

Objaśnienia:
1. Podbeskidzie II Bielsko-Biała wycofała się po zakończeniu sezonu, w związku z czym w lidze utrzymała się Unia Racibórz.
2. W związku z uzyskaniem przez pierwsze dwie drużyny z lidze takiej samej ilości punktów oraz remisowym bilansem meczów bezpośrednich, zorganizowano baraż o wyłonienie zwycięzcy ligi. W niej GKS II Katowice pokonał Concordię Knurów.

### Tabela
| Lp. | Drużyna                       | M  | Z  | R  | P  | Bramki | Bramki | Różn. | Pkt | Uwagi                       | Bezpośrednio |
| --- | ----------------------------- | -- | -- | -- | -- | ------ | ------ | ----- | --- | --------------------------- | ------------ |
| 1   | Nadwiślan Góra (M) (A)        | 30 | 21 | 4  | 5  | 93     | 35     | +58   | 67  | Awans do III ligi           |              |
| 2   | Rekord Bielsko-Biała (B)      | 30 | 20 | 4  | 6  | 79     | 31     | +48   | 64  | Baraże o awans do III ligi  |              |
| 3   | GKS 1962 Jastrzębie           | 30 | 18 | 7  | 5  | 69     | 32     | +37   | 61  |                             |              |
| 4   | KS Wisła                      | 30 | 15 | 5  | 10 | 44     | 42     | +2    | 50  |                             |              |
| 5   | Iskra Pszczyna                | 30 | 15 | 3  | 12 | 57     | 38     | +19   | 48  | ISK – CGŻ 0:1 CGŻ – ISK 1:2 |              |
| 6   | Czarni-Góral Żywiec           | 30 | 15 | 3  | 12 | 63     | 48     | +15   | 48  | ISK – CGŻ 0:1 CGŻ – ISK 1:2 |              |
| 7   | Drzewiarz Jasienica           | 30 | 13 | 7  | 10 | 61     | 49     | +12   | 46  | DRZ – PRZ 4:1 PRZ – DRZ 3:3 |              |
| 8   | Jedność 32 Przyszowice        | 30 | 14 | 4  | 12 | 68     | 66     | +2    | 46  | DRZ – PRZ 4:1 PRZ – DRZ 3:3 |              |
| 9   | Gwarek Ornontowice            | 30 | 11 | 10 | 9  | 56     | 53     | +3    | 43  |                             |              |
| 10  | GKS II Katowice               | 30 | 12 | 5  | 13 | 52     | 55     | −3    | 41  |                             |              |
| 11  | Forteca Świerklany            | 30 | 10 | 8  | 12 | 39     | 48     | −9    | 38  |                             |              |
| 12  | AKS Mikołów                   | 30 | 10 | 7  | 13 | 43     | 44     | −1    | 37  |                             |              |
| 13  | GTS Bojszowy                  | 30 | 9  | 6  | 15 | 51     | 52     | −1    | 33  |                             |              |
| 14  | Unia Racibórz (B)             | 30 | 10 | 2  | 18 | 34     | 76     | −42   | 32  | Baraże o utrzymanie         |              |
| 15  | Polonia Marklowice (S)        | 30 | 7  | 3  | 20 | 27     | 71     | −44   | 24  | Spadek do klasy okręgowej   |              |
| 16  | MRKS Czechowice-Dziedzice (S) | 30 | 0  | 2  | 28 | 15     | 111    | −96   | 2   | Spadek do klasy okręgowej   |              |

### Baraże o awans do III ligi
W barażu o awans do III ligi wzięli udział wicemistrzowie obu grup śląskich. Zwycięzca awansował do III ligi na sezon 2013/14.
| 30 czerwca 2013 | Rekord Bielsko-Biała | 1:1 k. 5:3    | Górnik Piaski      |  |
| 17:00           | 41' Dawid Ogrocki    | (1:0, k. 5:3) | 46' Łukasz Stępień |  |

Zwycięzca: Rekord Bielsko-Biała

### Baraże o utrzymanie w IV lidze
W barażu o utrzymanie w IV lidze wzięły udział drużyny z 14. miejsc w obu grupach śląskich. Zwycięzca uzyskiwał utrzymanie w IV lidze, natomiast przegrany spadł do klasy okręgowej. 
| 29 czerwca 2013 | Victoria Częstochowa   | 1:5   | Unia Racibórz                                                                                         |  |
| 12:00           | 36' Łukasz Śliwakowski | (1:2) | 13' Jacek Selera · 37' Mirosław Pniewski · 73' Kamil Knura · 76' Roman Kowalczyk · 90' Marek Prusicki |  |

Zwycięzca: Unia Racibórz

## Grupa XVI (świętokrzyska)

### Drużyny
| Uczestnicy poprzedniej edycji                                                                                 | Uczestnicy poprzedniej edycji     | Uczestnicy poprzedniej edycji | Uczestnicy poprzedniej edycji |
| --- | --------------------------------- | ----------------------------- | ----------------------------- |
| SKW | Sparta Kazimierza Wielka          | 3                             |                               |
| NID | Nida Pińczów                      | 4                             |                               |
| PST | Pogoń 1945 Staszów                | 5                             |                               |
| WŁO | Hetman Włoszczowa                 | 6                             |                               |
| PRA | Partyzant Radoszyce               | 7                             |                               |
| SĘD | Unia Sędziszów                    | 8                             |                               |
| ALO | Alit Ożarów                       | 9                             |                               |
| SDA | Spartakus Daleszyce               | 10                            |                               |
| KAJ | Lubrzanka Kajetanów               | 11                            |                               |
| ORK | Orlęta Kielce                     | 12                            |                               |
| RYK | Sokół Rykoszyn                    | 13                            |                               |
| ŁAG | ŁKS Łagów                         | 14                            |                               |
| Spadek z III ligi 2011/2012                                                                                   |                                   |                               |                               |
| grupa VII |                                   |                               |                               |
| ORS | Orlicz Suchedniów                 | 14                            |                               |
| JĘD | Naprzód Jędrzejów                 | 16                            |                               |
| Awans z klasy okręgowej 2011/2012                                                                             |                                   |                               |                               |
| grupa świętokrzyska                                                                                           |                                   |                               |                               |
| KSZ | KSZO 1929 Ostrowiec Świętokrzyski | 1                             |                               |
| BUZ | Zdrój Busko-Zdrój                 | 2                             |                               |
| Oznaczenia: - kolumna pierwsza – skróty nazw drużyn, - kolumna trzecia – miejsce zajęte w poprzednim sezonie. |                                   |                               |                               |

### Tabela
| Lp. | Drużyna                                   | M  | Z  | R  | P  | Bramki | Bramki | Różn. | Pkt | Uwagi                       | Bezpośrednio |
| --- | ----------------------------------------- | -- | -- | -- | -- | ------ | ------ | ----- | --- | --------------------------- | ------------ |
| 1   | KSZO 1929 Ostrowiec Świętokrzyski (M) (A) | 30 | 21 | 5  | 4  | 55     | 22     | +33   | 68  | Awans do III ligi           |              |
| 2   | Nida Pińczów (A)                          | 30 | 20 | 4  | 6  | 65     | 28     | +37   | 64  | Awans do III ligi           |              |
| 3   | Lubrzanka Kajetanów                       | 30 | 19 | 3  | 8  | 69     | 39     | +30   | 60  |                             |              |
| 4   | Naprzód Jędrzejów                         | 30 | 14 | 10 | 6  | 39     | 28     | +11   | 52  |                             |              |
| 5   | Hetman Włoszczowa                         | 30 | 15 | 4  | 11 | 59     | 51     | +8    | 49  |                             |              |
| 6   | Pogoń 1945 Staszów                        | 30 | 14 | 5  | 11 | 43     | 40     | +3    | 47  |                             |              |
| 7   | Unia Sędziszów                            | 30 | 11 | 13 | 6  | 56     | 43     | +13   | 46  |                             |              |
| 8   | Alit Ożarów                               | 30 | 11 | 11 | 8  | 41     | 41     | 0     | 44  | ALO - SKW 3:1 SKW - ALO 1:2 |              |
| 9   | Sparta Kazimierza Wielka                  | 30 | 13 | 5  | 12 | 44     | 44     | 0     | 44  | ALO - SKW 3:1 SKW - ALO 1:2 |              |
| 10  | Partyzant Radoszyce                       | 30 | 12 | 4  | 14 | 48     | 45     | +3    | 40  |                             |              |
| 11  | Zdrój Busko-Zdrój                         | 30 | 11 | 4  | 15 | 42     | 41     | +1    | 37  |                             |              |
| 12  | Spartakus Daleszyce                       | 30 | 9  | 8  | 13 | 34     | 45     | −11   | 35  |                             |              |
| 13  | ŁKS Łagów                                 | 30 | 8  | 5  | 17 | 48     | 65     | −17   | 29  |                             |              |
| 14  | Orlęta Kielce                             | 30 | 8  | 4  | 18 | 39     | 64     | −25   | 28  |                             |              |
| 15  | Orlicz Suchedniów                         | 30 | 6  | 5  | 19 | 29     | 58     | −29   | 23  |                             |              |
| 16  | Sokół Rykoszyn (S)                        | 30 | 2  | 2  | 26 | 24     | 81     | −57   | 8   | Spadek do Klasy Okręgowej   |              |

## Grupa XVII (warmińsko-mazurska)

### Drużyny
| Uczestnicy poprzedniej edycji                                                                                 | Uczestnicy poprzedniej edycji | Uczestnicy poprzedniej edycji | Uczestnicy poprzedniej edycji |
| --- | ----------------------------- | ----------------------------- | ----------------------------- |
| ZBP | Znicz Biała Piska             | 3                             |                               |
| DRW | Drwęca Nowe Miasto Lubawskie  | 4                             |                               |
| ROM | Rominta Gołdap                | 5                             |                               |
| BAT | Barkas Tolkmicko              | 6                             |                               |
| BPS | Błękitni Pasym                | 7                             |                               |
| WIK | GKS Wikielec                  | 8                             |                               |
| STN | Start Nidzica                 | 9                             |                               |
| PIS | Pisa Barczewo                 | 10                            |                               |
| ST2 | Stomil II Olsztyn             | 11                            |                               |
| MAM | Mamry Giżycko                 | 12                            |                               |
| VĘG | Vęgoria Węgorzewo             | 131                           |                               |
| Spadek z III ligi 2011/2012                                                                                   |                               |                               |                               |
| grupa V |                               |                               |                               |
| ZAT | Zatoka Braniewo               | 15                            |                               |
| Awans z klasy okręgowej 2011/2012                                                                             |                               |                               |                               |
| grupa warmińsko-mazurska I                                                                                    |                               |                               |                               |
| OMU | Omulew Wielbark               | 1                             |                               |
| DKS | DKS Dobre Miasto              | 2                             |                               |
| grupa warmińsko-mazurska II                                                                                   |                               |                               |                               |
| PIŁ | Polonia Iłowo                 | 2                             |                               |
| OJK | Orzeł Janowiec Kościelny      | 32                            |                               |
| Oznaczenia: - kolumna pierwsza – skróty nazw drużyn, - kolumna trzecia – miejsce zajęte w poprzednim sezonie. |                               |                               |                               |

Objaśnienia:
1. Vęgoria Węgorzewo utrzymała się w lidze dzięki przystąpieniu Czarnych Olecko (spadkowicza z III ligi) do rozgrywek klasy okręgowej.
2. Ze względu na wycofanie się po sezonie Olimpii II Elbląg (mistrza grupy), awans uzyskała 3. drużyna - Orzeł Janowiec Kościelny.

### Tabela
| Lp. | Drużyna                      | M  | Z  | R  | P  | Bramki | Bramki | Różn. | Pkt | Uwagi                     | Bezpośrednio |
| --- | ---------------------------- | -- | -- | -- | -- | ------ | ------ | ----- | --- | ------------------------- | ------------ |
| 1   | Barkas Tolkmicko (M) (A)     | 30 | 26 | 3  | 1  | 93     | 12     | +81   | 81  | Awans do III ligi         |              |
| 2   | Znicz Biała Piska (M)        | 30 | 23 | 2  | 5  | 98     | 31     | +67   | 71  | Awans do III ligi         |              |
| 3   | Rominta Gołdap               | 30 | 20 | 4  | 6  | 59     | 28     | +31   | 64  |                           |              |
| 4   | GKS Wikielec                 | 30 | 17 | 8  | 5  | 62     | 32     | +30   | 59  |                           |              |
| 5   | Pisa Barczewo                | 30 | 14 | 10 | 6  | 60     | 40     | +20   | 52  |                           |              |
| 6   | Stomil II Olsztyn            | 30 | 12 | 5  | 13 | 58     | 54     | +4    | 41  |                           |              |
| 7   | Omulew Wielbark              | 30 | 9  | 10 | 11 | 35     | 41     | −6    | 37  |                           |              |
| 8   | Mamry Giżycko                | 30 | 9  | 9  | 12 | 45     | 65     | −20   | 36  |                           |              |
| 9   | DKS Dobre Miasto             | 30 | 10 | 5  | 15 | 30     | 47     | −17   | 35  |                           |              |
| 10  | Vęgoria Węgorzewo            | 30 | 9  | 7  | 14 | 48     | 65     | −17   | 34  |                           |              |
| 11  | Drwęca Nowe Miasto Lubawskie | 30 | 9  | 6  | 15 | 47     | 54     | −7    | 33  |                           |              |
| 12  | Zatoka Braniewo              | 30 | 9  | 4  | 17 | 36     | 61     | −25   | 31  |                           |              |
| 13  | Start Nidzica                | 30 | 7  | 7  | 16 | 37     | 64     | −27   | 28  |                           |              |
| 14  | Orzeł Janowiec Kościelny (S) | 30 | 6  | 7  | 17 | 42     | 72     | −30   | 25  | Spadek do klasy okręgowej |              |
| 15  | Polonia Iłowo (S)            | 30 | 7  | 3  | 20 | 27     | 70     | −43   | 24  | Spadek do klasy okręgowej |              |
| 16  | Błękitni Pasym (S)           | 30 | 4  | 7  | 19 | 33     | 74     | −41   | 19  | Spadek do klasy okręgowej |              |

## Grupa XVIII (wielkopolska południe)

### Drużyny
| Uczestnicy poprzedniej edycji                                                                                 | Uczestnicy poprzedniej edycji   | Uczestnicy poprzedniej edycji | Uczestnicy poprzedniej edycji |
| --- | ------------------------------- | ----------------------------- | ----------------------------- |
| COW | Centra Ostrów Wielkopolski      | 2                             |                               |
| JJA2 | Płomyk Jarota II Jarocin        | 3                             |                               |
| SŁU | SKP Słupca                      | 4                             |                               |
| KOŚ | Obra Kościan                    | 5                             |                               |
| VOS | Victoria Ostrzeszów             | 6                             |                               |
| WOL | Grom Wolsztyn                   | 7                             |                               |
| WRZ | Victoria Września               | 8                             |                               |
| PĘP | Dąbroczanka Pępowo              | 9                             |                               |
| KOŹ | Biały Orzeł Koźmin Wielkopolski | 10                            |                               |
| ŚLE | LKS Ślesin                      | 11                            |                               |
| KON | Sparta Konin                    | 13                            |                               |
| GOŁ | LKS Gołuchów                    | 151                           |                               |
| Awans z klasy okręgowej 2011/2012                                                                             |                                 |                               |                               |
| grupa Kalisz                                                                                                  |                                 |                               |                               |
| KAL | KKS 1925 Kalisz                 | 1                             |                               |
| OPA | KS Opatówek                     | 2                             |                               |
| grupa Konin                                                                                                   |                                 |                               |                               |
| OKŁ | Olimpia Koło                    | 1                             |                               |
| grupa Leszno                                                                                                  |                                 |                               |                               |
| KRZ | GKS Krzemieniewo                | 13                            |                               |
| Oznaczenia: - kolumna pierwsza – skróty nazw drużyn, - kolumna trzecia – miejsce zajęte w poprzednim sezonie. |                                 |                               |                               |

Objaśnienia:
1. LKS Gołuchów utrzymał się w IV lidze dzięki wycofaniu się Korony Piaski po zakończeniu poprzedniego sezonu oraz rezygnacji z utrzymania przez Kasztelanię Brudzew.
2. KS Opatówek wygrał grupę barażową o awans do IV ligi.
3. Płomyk Koźminiec połączył się z Jarotą Jarocin i występuje pod nazwą Płomyk Jarota II Jarocin.
4. GKS Krzemieniewo wycofał się z rozgrywek po rundzie jesiennej.

### Tabela
| Lp. | Drużyna                             | M  | Z  | R | P  | Bramki | Bramki | Różn. | Pkt | Uwagi                         | Bezpośrednio |
| --- | ----------------------------------- | -- | -- | - | -- | ------ | ------ | ----- | --- | ----------------------------- | ------------ |
| 1   | Centra Ostrów Wielkopolski (M) (A)  | 30 | 20 | 5 | 5  | 55     | 20     | +35   | 65  | Awans do III ligi             |              |
| 2   | Dąbroczanka Pępowo                  | 30 | 18 | 8 | 4  | 51     | 20     | +31   | 62  |                               |              |
| 3   | SKP Słupca                          | 30 | 18 | 4 | 8  | 61     | 39     | +22   | 58  |                               |              |
| 4   | Victoria Września                   | 30 | 16 | 9 | 5  | 60     | 37     | +23   | 57  |                               |              |
| 5   | Victoria Ostrzeszów                 | 30 | 15 | 8 | 7  | 57     | 41     | +16   | 53  |                               |              |
| 6   | Płomyk Jarota II Jarocin            | 30 | 15 | 3 | 12 | 64     | 43     | +21   | 48  | JJA2 - KAL 4:1 KAL - JJA2 3:3 |              |
| 7   | KKS 1925 Kalisz                     | 30 | 13 | 9 | 8  | 47     | 33     | +14   | 48  | JJA2 - KAL 4:1 KAL - JJA2 3:3 |              |
| 8   | Grom Wolsztyn                       | 30 | 12 | 7 | 11 | 51     | 43     | +8    | 43  |                               |              |
| 9   | Obra Kościan                        | 30 | 11 | 8 | 11 | 38     | 31     | +7    | 41  |                               |              |
| 10  | Olimpia Koło                        | 30 | 12 | 3 | 15 | 33     | 44     | −11   | 39  |                               |              |
| 11  | LKS Ślesin                          | 30 | 9  | 7 | 14 | 38     | 52     | −14   | 34  | ŚLE - GOŁ 2:0 GOŁ - ŚLE 1:2   |              |
| 12  | LKS Gołuchów                        | 30 | 10 | 4 | 16 | 47     | 62     | −15   | 34  | ŚLE - GOŁ 2:0 GOŁ - ŚLE 1:2   |              |
| 13  | Biały Orzeł Koźmin Wielkopolski (S) | 30 | 9  | 4 | 17 | 37     | 58     | −21   | 31  | Spadek do klasy okręgowej     |              |
| 14  | KS Opatówek (S)                     | 30 | 8  | 3 | 19 | 41     | 66     | −25   | 27  | Spadek do klasy okręgowej     |              |
| 15  | Sparta Konin (S)                    | 30 | 2  | 9 | 19 | 25     | 61     | −36   | 15  | Spadek do klasy okręgowej     |              |
| 16  | GKS Krzemieniewo1                   | 30 | 4  | 5 | 21 | 24     | 79     | −55   | 17  | Drużyna wycofana              |              |

## Grupa XIX (wielkopolska północ)

### Drużyny
| Uczestnicy poprzedniej edycji                                                                                 | Uczestnicy poprzedniej edycji | Uczestnicy poprzedniej edycji | Uczestnicy poprzedniej edycji |
| --- | ----------------------------- | ----------------------------- | ----------------------------- |
| GRP | Grom Plewiska                 | 2                             |                               |
| LKO | 1922 Lechia Kostrzyn          | 4                             |                               |
| TPO | Tarnovia Tarnowo Podgórne     | 5                             |                               |
| MIĘ | Warta Międzychód              | 7                             |                               |
| LWÓ | Pogoń Lwówek                  | 8                             |                               |
| TRZ | Zjednoczeni Trzemeszno        | 9                             |                               |
| CWR | Czarni Wróblewo               | 10                            |                               |
| NCZ | Noteć Czarnków                | 11                            |                               |
| MAR | Leśnik Margonin               | 12                            |                               |
| MOS | 1920 Mosina                   | 151                           |                               |
| MGN | Mieszko Gniezno               | 162                           |                               |
| Awans z klasy okręgowej 2011/2012                                                                             |                               |                               |                               |
| grupa Piła |                               |                               |                               |
| WSK | Wełna Skoki                   | 1                             |                               |
| grupa Poznań (wschód)                                                                                         |                               |                               |                               |
| SPO | Sparta Oborniki               | 1                             |                               |
| grupa Poznań (zachód)                                                                                         |                               |                               |                               |
| SOK | Sokół Pniewy                  | 1                             |                               |
| ŚPI | Świt Piotrowo                 | 23                            |                               |
| Oznaczenia: - kolumna pierwsza – skróty nazw drużyn, - kolumna trzecia – miejsce zajęte w poprzednim sezonie. |                               |                               |                               |

| Uczestnicy dołączeni do ligi | Uczestnicy dołączeni do ligi |
| ---------------------------- | ---------------------------- |
| Warta II Poznań              | -4                           |

Objaśnienia:
1. Polonia Chodzież wycofała się po zakończeniu sezonu, a Sparta Złotów zrezygnowała z utrzymania się, w związku z czym w IV lidze utrzymała się 1920 Mosina.
2. Polonia Nowy Tomyśl wycofał się po zakończeniu sezonu, w związku z czym utrzymało się Mieszko Gniezno.
3. Świt Piotrowo wygrało grupę barażową o awans do IV ligi.
4. Warta II Poznań została dokooptowana do rozgrywek.

### Tabela
| Lp. | Drużyna                   | M  | Z  | R  | P  | Bramki | Bramki | Różn. | Pkt | Uwagi                     | Bezpośrednio                |
| --- | ------------------------- | -- | -- | -- | -- | ------ | ------ | ----- | --- | ------------------------- | --------------------------- |
| 1   | Grom Plewiska (M) (A)     | 30 | 24 | 0  | 6  | 75     | 25     | +50   | 72  | Awans do III ligi         |                             |
| 2   | 1922 Lechia Kostrzyn      | 30 | 19 | 4  | 7  | 65     | 37     | +28   | 61  |                           | LKO - MIĘ 0:0 MIĘ - LKO 1:1 |
| 3   | Warta Międzychód          | 30 | 18 | 7  | 5  | 71     | 38     | +33   | 61  |                           | LKO - MIĘ 0:0 MIĘ - LKO 1:1 |
| 4   | Tarnovia Tarnowo Podgórne | 30 | 17 | 5  | 8  | 67     | 37     | +30   | 56  |                           |                             |
| 5   | Świt Piotrowo             | 30 | 16 | 2  | 12 | 66     | 64     | +2    | 50  |                           |                             |
| 6   | Mieszko Gniezno           | 30 | 12 | 10 | 8  | 48     | 46     | +2    | 46  |                           |                             |
| 7   | Warta II Poznań1          | 30 | 13 | 5  | 12 | 40     | 42     | −2    | 44  | Drużyna wycofana          |                             |
| 8   | Sparta Oborniki           | 30 | 12 | 7  | 11 | 40     | 31     | +9    | 43  |                           |                             |
| 9   | Zjednoczeni Trzemeszno    | 30 | 13 | 3  | 14 | 51     | 55     | −4    | 42  |                           |                             |
| 10  | Pogoń Lwówek              | 30 | 11 | 5  | 14 | 55     | 49     | +6    | 38  |                           |                             |
| 11  | Sokół Pniewy              | 30 | 10 | 7  | 13 | 41     | 56     | −15   | 37  |                           |                             |
| 12  | 1920 Mosina               | 30 | 10 | 6  | 14 | 42     | 44     | −2    | 36  |                           |                             |
| 13  | Czarni Wróblewo           | 30 | 9  | 2  | 19 | 32     | 54     | −22   | 29  |                           |                             |
| 14  | Leśnik Margonin1          | 30 | 7  | 4  | 19 | 32     | 72     | −40   | 25  |                           |                             |
| 15  | Wełna Skoki (S)           | 30 | 6  | 6  | 18 | 36     | 70     | −34   | 24  | Spadek do klasy okręgowej |                             |
| 16  | Noteć Czarnków (S)        | 30 | 3  | 7  | 20 | 21     | 62     | −41   | 16  | Spadek do klasy okręgowej |                             |

## Grupa XX (zachodniopomorska)

### Drużyny
| Uczestnicy poprzedniej edycji                                                                                 | Uczestnicy poprzedniej edycji  | Uczestnicy poprzedniej edycji | Uczestnicy poprzedniej edycji |
| --- | ------------------------------ | ----------------------------- | ----------------------------- |
| GRY | Gryf Kamień Pomorski           | 3                             |                               |
| WOL | Vineta Wolin                   | 4                             |                               |
| LRM | Leśnik/Rossa Manowo            | 5                             |                               |
| SSZ | Stal Szczecin                  | 6                             |                               |
| KLU | Kluczevia Stargard Szczeciński | 7                             |                               |
| AST | Astra Ustronie Morskie         | 8                             |                               |
| GOL | Ina Goleniów                   | 9                             |                               |
| SDO | Sarmata Dobra                  | 10                            |                               |
| OWA | Orzeł Wałcz                    | 11                            |                               |
| HSZ | Hutnik Szczecin                | 12                            |                               |
| CZA | Lech Czaplinek                 | 141                           |                               |
| Spadek z III ligi 2011/2012                                                                                   |                                |                               |                               |
| grupa I |                                |                               |                               |
| BAK | Bałtyk Koszalin                | 14                            |                               |
| Awans z ligi okręgowej 2011/2012                                                                              |                                |                               |                               |
| grupa Koszalin                                                                                                |                                |                               |                               |
| WIE | Wiekowianka Wiekowo            | 1                             |                               |
| DYG | Rasel Dygowo                   | 2                             |                               |
| grupa Szczecin                                                                                                |                                |                               |                               |
| ARS | Arkonia Szczecin               | 1                             |                               |
| PEŁ | Kłos Pełczyce                  | 2                             |                               |
| Oznaczenia: - kolumna pierwsza – skróty nazw drużyn, - kolumna trzecia – miejsce zajęte w poprzednim sezonie. |                                |                               |                               |

Objaśnienia:
1. Sława Sławno wycofała się po zakończeniu poprzedniego sezonu, w związku z czym dodatkowo utrzymał się Lech Czaplinek.

### Tabela
| Lp. | Drużyna                        | M  | Z  | R  | P  | Bramki | Bramki | Różn. | Pkt | Uwagi                    | Bezpośrednio                |
| --- | ------------------------------ | -- | -- | -- | -- | ------ | ------ | ----- | --- | ------------------------ | --------------------------- |
| 1   | Bałtyk Koszalin (M) (A)        | 30 | 22 | 6  | 2  | 93     | 23     | +70   | 72  | Awans do III ligi        |                             |
| 2   | Leśnik/Rossa Manowo (M)        | 30 | 18 | 7  | 5  | 56     | 33     | +23   | 61  | Awans do III ligi        | LRM - WOL 0:1 WOL - LRM 0:2 |
| 3   | Vineta Wolin                   | 30 | 18 | 7  | 5  | 57     | 24     | +33   | 61  |                          | LRM - WOL 0:1 WOL - LRM 0:2 |
| 4   | Hutnik Szczecin                | 30 | 13 | 10 | 7  | 44     | 35     | +9    | 49  |                          |                             |
| 5   | Gryf Kamień Pomorski           | 30 | 14 | 6  | 10 | 67     | 43     | +24   | 48  |                          |                             |
| 6   | Stal Szczecin                  | 30 | 13 | 8  | 9  | 50     | 46     | +4    | 47  |                          |                             |
| 7   | Astra Ustronie Morskie         | 30 | 13 | 6  | 11 | 56     | 43     | +13   | 45  |                          |                             |
| 8   | Rasel Dygowo                   | 30 | 10 | 10 | 10 | 48     | 40     | +8    | 40  |                          |                             |
| 9   | Arkonia Szczecin               | 30 | 12 | 3  | 15 | 54     | 56     | −2    | 39  |                          |                             |
| 10  | Sarmata Dobra                  | 30 | 9  | 9  | 12 | 43     | 50     | −7    | 36  |                          |                             |
| 11  | Kluczevia Stargard Szczeciński | 30 | 10 | 5  | 15 | 39     | 46     | −7    | 35  |                          |                             |
| 12  | Ina Goleniów                   | 30 | 10 | 4  | 16 | 49     | 76     | −27   | 34  |                          |                             |
| 13  | Kłos Pełczyce                  | 30 | 9  | 6  | 15 | 32     | 63     | −31   | 33  |                          |                             |
| 14  | Wiekowianka Wiekowo (S)        | 30 | 8  | 7  | 15 | 40     | 53     | −13   | 31  | Spadek do ligi okręgowej |                             |
| 15  | Lech Czaplinek (S)             | 30 | 7  | 5  | 18 | 19     | 50     | −31   | 26  | Spadek do ligi okręgowej |                             |
| 16  | Orzeł Wałcz (S)                | 30 | 4  | 1  | 25 | 16     | 82     | −66   | 13  | Spadek do ligi okręgowej |                             |